# スクライド
『スクライド』（s.CRY.ed）は、2001年7月4日から12月26日にかけてテレビ東京系列、BSジャパンで放送されたサンライズ製作のテレビアニメ。全26話。

## 概要
『無限のリヴァイアス』のメインスタッフ（監督：谷口悟朗、脚本：黒田洋介、キャラクターデザイン：平井久司）によるオリジナルアニメ作品。カズマと劉鳳、生まれも価値観も何もかもが異なる二人の男を主人公とし、彼らのぶつかり合いを通した生き様を描いたバトルアクションである。
7月のアニメ放映より少し先駆け、『週刊少年チャンピオン』誌上で漫画版の連載も始められた。漫画版はアニメ版とキャラクターや世界観など基本的な設定は共有しているものの、ストーリーの展開は違い、特に中盤以降は完全にアニメと異なる展開となっている。詳細はスクライド (漫画)を参照のこと。また、小説版として番外編『新しき盟約』と『アフター』が2巻まで刊行されている。アフターは長らく未完のままとなっていたが、2012年3月に完全版が発売され、完結となった。
放映から10年後となる2011年には「スクライド10周年プロジェクト」が発足。Blu-ray BOXの発売の他、TVシリーズ全26話を前後編に再構成し新作カットを追加、当時のキャストによる新規アフレコの行われたスペシャルエディション『スクライド オルタレイション』が発表された。イベント上映で公開され、前編「TAO」は2011年11月19日公開、後編「QUAN」は2012年3月10日公開。
「文化庁メディア芸術祭10周年企画アンケート 日本のメディア芸術100選」のアニメーション部門において、自由記入欄で投票数の多かった作品の10位に選出された。

## ストーリー
21世紀初頭の近未来（本編開始より22年前）、神奈川県の一部で突如、横浜を中心に自然現象ではあり得ないほどの原因不明エネルギーを放出して大規模な隆起が発生し、半径約20kmから30km・高さ240メートル以上にも及ぶ「ロストグラウンド」と呼ばれる大地が誕生した。首都圏全域の機能が失われ、政治・経済も長期に渡る停滞を続けることになった。5年後、余力ができ復興した日本政府や国連からの援助によりロストグラウンドは復興するも、復興した市街の住人と崩壊地区の住人「インナー」という特殊な二層社会が形成される。
大隆起現象から8年後、ロストグラウンドは日本においての完全独立自治領連（むらじ）経済特別区域と認定される。その背景には、ロストグラウンド生まれの約2%の新生児に「アルター能力」という特殊能力を持つ者達が現れ始めたということがある。彼らは「アルター使い」や「ネイティブアルター」と呼ばれ、その中でも特に暴力や略奪を行う一部は「アルター犯罪者」と呼ばれるようになった。これに対して本土側はロストグラウンドにおける武装警察機関「HOLD」内に、アルター能力者による部隊「HOLY」を設立し、これに対応した。
そんな中、ロストグラウンドの崩壊地区で生まれ育ったアルター使い・カズマは、HOLYに所属するアルター使い・劉鳳と出会う。

## 登場人物

### 主要人物
カズマ
声 - 保志総一朗
本作の主人公の1人。16歳。インナー側（ロストグラウンドの未開発地区）で自らのアルター能力を使い、専ら非合法の依頼を請け負う便利屋の少年。身勝手で負けず嫌い、自分に嘘は付けず、短気で喧嘩っ早く、他者に媚びない性格だが、かなみを始めとした親しい者に対しては彼なりの優しさで接する。他者に甘えることを良しとせず、基本的に自らの掲げたルール・モラルにのみ従い、自分の始末は自分でつけ、勝負事では『自身の勝ちを宣言する』タイプ。
人質を取られていようと相手の話を聞かず、とにかく攻撃をしかける（それほどまで自分の力に自信がある）。
元から強力なアルターを有し負け知らずだったが、ネイティブアルター狩りに出動した劉鳳に敗れる。それ以降彼をライバル視し、時にはその力を認めながら、急激に成長していく。第9話にてアルターの結晶体と触れ、能力が劇的に進化。劉鳳との一戦目の直後には、ホーリーからCマイナスクラスの能力者と認定され、軽んじられたものの、第13話における再戦時にはホーリー部隊隊長のジグマールから、劉鳳と同じSクラスと評された。
最終的には全身融合を果たし、本土側のアルター部隊を圧倒的な実力で殲滅し、全てを終えた後かねてからのやり残したこと「劉鳳との喧嘩」に挑んだ。
その後、アニメ版では数年後に一人放浪しつつケンカ三昧の日々を送っているような場面で終了している。劇場版『オルタレイション』ではかなみと共に橘グループに属しており、劉鳳の結成した新生ホーリーと協力して本土側のエージェントや無法者のアルター使いと戦っている。
「カズマ」という名前はあくまでも仮の名前であり、本名、年齢、出身地は不明で本人もまったく覚えていない（公式では16歳）。血縁者も定かでない。過去に共同生活を送っていたストレイト・クーガーを兄貴と呼ぶが、義理の関係である。ホーリー側につけられたコードはNP3228。
知能は低く、1＋1＝3と答える。雲慶の脚本の中では、ホーリーにおける学力テストでは5歳から7歳児相当と評価されていた。他人の名を覚えるのが苦手で、接する機会が少ない相手に対しては名を思い出せずに悩む。反面、大切な存在であるかなみや、親友の君島の名前は普通に覚えており、劉鳳に対しては直に名を問うた上で強く脳裏に刻み込み、さらに自分の名を劉鳳へ明かし、刻ませている。
右手には黒い指無しグローブをつけており、拳を作る際は人差し指を曲げてから中指を曲げと、順番に小指まで曲げ終えたら最後に音が軋むほど強く拳を握るという仕草を見せる。また、拳の破壊力も強く、一撃で巨躯で力強いビフを伸してしまうほど。アルターに侵食された腕になってからは、コンクリートさえも一撃で粉砕出来るようになった。
第13話の戦いで右目が劉鳳に潰されたとあるが、『アフター』によると視力自体は無くなっておらず単に瞼が上がらなくなってしまっているだけであり、アルター第2形態発動時には開く。その時は僅かな違いではあるがオッドアイになっている。

劉鳳（りゅう ほう）
声 - 緑川光
本作の主人公の1人であり、カズマの好敵手。A級のホーリー隊員。17歳。己の信じる正義を貫き、その正義に殉ずる不器用ながらも一途な男。勝負事では『相手の負けを宣告する』タイプ。
幼馴染の水守や同僚のシェリスから想いを寄せられているが、どちらに対しても積極的に心を開くことはない。
連経済特区を実質統治する名家・劉家の子息だったが、幼少の頃母親をアルターの結晶体に殺害され、その際にアルター能力を覚醒させた。この事件をネイティブの仕業と勘違いしホーリーに入隊、ネイティブアルター狩りを行い続ける。そんな中でカズマと出会い、当初は実力差から相手にもしていなかったが、カズマの成長を目の当たりにしライバルと認めていく。
カズマと正反対の行動様式を装っていながら、その実、似た者同士という点をカズマから指摘される。記憶を失った状態でも本質は変わらず、かなみに「雰囲気のようなものが似てる」と言われた。カズマに言わせれば、劉鳳は時と場合に応じて聞こえのいい大義を掲げつつも、やっていること自体はカズマと大差無いという。
第13話でのカズマとの戦闘中に初めて「向こう側の世界」に入り込み、それを機に記憶を失い、ホーリーを離脱。かなみとの触れ合いを通してインナーの住人に心を開いた後に記憶を取り戻すが、この際の経験から本土側に与せず自らネイティブアルターとなることを選び、小説版まではホーリーへの復帰は拒み続けた。
彼もカズマに先んじ最終進化を果たし、アルター結晶体や本土のアルター部隊との戦いに勝利した後、最大の敵との戦いに挑んだ。
カズマとは前半敵対していたが、後半では敵と見定めた相手が一致し、共闘している。
『アフター』においては、第二次ホーリーの隊長を務めており、この頃から髪が長くなっている。当初は群れるつもりなどはなかったが、アントワープにシェリスの翼のアルターを植え付けられ、ホーリーに身を投じた。だがアントワープの死後も、劉鳳の精神的な作用で翼は消えなかった。
最終話のラストシーンでは、数年後は長髪になっており本土側と戦い続けていることが確認出来る。
『オルタレイションQUAN』では新生ホーリーの隊長としてロストグラウンドの秩序を守っている。こちらでは髪はアニメ版やアフターよりも短く、設定もアフターとは所々異なっている。
『サンライズ英雄譚』シリーズや漫画版では君島と共闘するシーンが確認できるが、アニメ版では両者の同盟は実現しなかった。

由詑かなみ（ゆた かなみ）
声 - 田村ゆかり
本作のヒロイン。物語の始まる2年前に廃墟でカズマと出会い、それ以降生活を共にする少女。カズマのことを「カズくん」と呼び慕う反面、人見知りが激しく、カズマ以外の人間には容易に心を開かない。幼いながらも、カズマに対し深い愛情を抱き、彼を思う気持ちがアルター能力へと昇華していたが、迷惑をかけたくないというカズマの考えから彼がアルター能力者であることについては知らず、また自身がアルター能力者であることにも気づいておらず、カズマも知らなかった。
年齢は8歳。まだ幼い割にしっかりしたところがあり、無気力で仕事にも就かないカズマ（カズマの便利屋稼業を知らないため）を諌め、ヘコませることが出来る唯一の存在でもある。
カズマ以外の人間には常に敬語で接し、周りからは「礼儀正しいいい子」というイメージで見られているが、本人は心のどこかで他人と距離を取っていた。劉鳳に心を開いた後は他人と関わる機会も増え、最終的にはほとんどの人間に対し心を開くことが出来るようになった。
また、ドラマCDでは意外と嫉妬深い一面を見せた（寝ているカズマにかなみは「気になる人は？」と質問し「劉鳳」と答える、かなみがそれを「りゅう子」と聞き間違えたため）。
彼女の見ていた夢は、無意識下で発動し他者の思考とリンクしてしまうアルターであったため、その利便性から無常矜侍に利用されてしまう。
最終話のラストシーンでは、数年後の成長した姿を披露する。
本作のモノローグ担当でもあり、前述のアルター能力によって感じた情景（カズマや劉鳳の体験）を語っている。
キャラクターのモデルは、洋画『レオン』に登場するヒロイン、マチルダから（アニメブックより）。
脚本の黒田洋介によると「今だから言いますが、カズマとかなみの間にあるものは愛です」とのこと（アニメブックより）。
『オルタレイション』では廃墟で出会うその前に、無法者グループに捕まっていたシーンが加えられた。その窮地を救ったのがカズマと君島で、後の廃墟のシーンへと繋がる。
ポニーテールに結えている大きな赤いリボンがトレードマーク。赤い傘を持っているシーンも多く描かれている。

桐生水守（きりゅう みもり）
声 - 永島由子
劉鳳の幼馴染で科学者。本土出身であり、アルター能力は持っていない。7年の飛び級で大学院を卒業。アルター能力の研究をするという建前でロストグラウンドへやってきてHOLYへと所属したが、彼女は劉鳳に好意を寄せており、一番の目的は彼との再会であった。幼い頃、劉鳳と出会った際に彼がアルター能力で作ったオブジェを、ペンダントにして肌身離さず所持している。誕生日は10月3日。18歳。
本土では、アルター使いは野蛮で危険な存在である認識が一般的だが、彼女は生来の価値観や、幼い頃にアルター使いである劉鳳と出会った経験からそうした偏見を持たず、アルター使いやインナーも同じ人間として扱われるべきという思想を持っている。しかしそれは劉鳳やジグマールをはじめとするホーリーの人間等から見れば所詮「理想論」でしかなく、意見が食い違うことも多かった。また水守自身もロストグラウンドの過酷な現実や、ホーリー内での自身の無力さを知る中で苦悩することになる。
彼女の属する桐生家はロストグラウンドへの本土側出資者であり、劉鳳の劉家共々、かの地では多大な影響力を持っている。その特異な立場から、陰でシェリスに「お姫様」と呼ばれることもあり、ジグマールや無常からは本土側との取引材料に利用されそうになる。
着任早々、クーガーから猛烈なアタックを掛けられ続けるも、やんわりと受け流し続ける。クーガーが無常矜侍との戦闘で死んだと思い込み、涙を流す。実際にはクーガーは生き延びている。
カズマとの接触機会は多く、何かと関わりを持つ。劉鳳にはカズマに惚れているのだと勘違いされたこともある。
一時、ジグマールに監禁され、クーガーに救出された後は、元ホーリー隊員の橘あすかと共にブローカー業に携わる。第25話以降で劉鳳に拒絶されるものの、引き続きロストグラウンドに残り、教師となって子供達に勉強を教えている。彼女の父は彼女の保護をロストグラウンド側に要請していたが、政府高官の議論によると、最終的には断念した。
『アフター』においては、再復興地区にて貴重な医者として滞在。かなみやキャミィと同居しており、呼び捨てにするほど仲が良くなっている。サイロウに与えられたアルター能力を行使して一度命を落とすが、劉鳳に発現していたシェリスの翼によって命を取り戻す。翼の力を行使して半身が動かなくなった劉鳳を支えるために、地区を離れ劉鳳と共に生きる道を選んだ。

シェリス・アジャーニ (Scheris Adjani)
声 - 倉田雅世
ホーリー隊員。元ネイティブアルターだが、劉鳳に助けられホーリーに入隊する。能力の及ぶ範囲がきわめて限定されるため、補佐に徹している。15歳。157cm、47kg。
ネイティブアルターだった12歳の頃はチームを率いて街角でよそのチームと戦っていたらしい。荒野で仲間が殺されたあげく帰る家まで燃やされたりと、悲惨な目にあってきた。
小説版によれば他チームに監禁された上に玩具にされたまま死にゆくところを劉鳳に助けてもらい道を示してくれたため、彼を恋慕している。水守へライバル意識を抱いており、要所要所では牽制や苦言を試みている。
劉鳳が行方不明になった後も彼を探し続け、劉鳳との再会を果たしてからはホーリーを離脱した彼に付き添って自らもホーリーを離脱。最後はアルター結晶体の攻撃によって命を落としかけた劉鳳を助けるため、その身と引き換えに劉鳳の傷を癒し消滅した。
『アフター』においては過去に劉鳳と出会った際のエピソード（回想）に登場。死後、第二次ホーリー隊長となった劉鳳へ与えた影響も緻密に描かれている。

### 準主要人物
君島邦彦（きみしま くにひこ）
声 - 山崎たくみ
カズマの親友であり便利屋に仕事を斡旋するフィクサー。カズマとはロストグラウンドで共に仕事をするパートナーでもあった。17歳。
カズマを最も信頼する一人であり、逆境の際には弱音を吐きながらも、常にカズマと行動を共にしていた。また、カズマにとっても彼の存在は大きく、寺田あやせが敵として登場した際にも、カズマは君島の幻によって復活し、勝利している。
アルター能力者ではない己に劣等感を抱き、能力者に引けを取らないような命懸けの役回りを己に課す。自らを人質の身分に追いやり、体を張ってカズマをサポートしたこともある。カズマやビフを含むネイティブアルターの連合が結成されたのは君島の功績だった。
苦戦するカズマを助けに行く道中、武装警察ホールドの一般隊員に銃撃をうけ、その傷が元でカズマの背で静かに息を引き取る。その死は、その後の物語におけるカズマに多大な影響を及ぼし、生きることを諦めそうになっていたカズマを励まし支えた。カズマの「迷わない、一度決めたらとことん貫く」生き方に憧れ、最終的にはその生き方を貫いた生涯だった。
彼が銃撃を受けた際に発した言葉「意地があんだよ、男の子にはな！」という言葉は、彼が死んだ後、無常矜持との決戦時にカズマが同じような言葉を叫んでいる（カズマはこの意地により「向こう側」から強引に力を引き出した）。
美しい女性には過敏な反応を見せ、ドラマCDでは男と思われている箕条が女ではないかとさえも疑っていた。寺田あやせに恋心を抱いており、アニメ版では両者とも別々の場で命を落とし結ばれなかったが、漫画版では夫婦になっており一子を授かっている。
ファンディスクの座談会によると、かなみ役の田村ゆかりは作中で一番好きなキャラクターに君島を挙げている。

ストレイト・クーガー (Straight Cougar)
声 - 津久井教生
ホーリー隊員。元ネイティブアルターで、荒野側にいた頃はカズマとは兄弟のような間柄だった。カズマの戦いの師匠でもある。荒野側を離れる際に長年組んでいたカズマと一方的に別れており、彼からは再会時に恨み言を言われた。常に「速さ」を求めており、口調や行動、アルターにその信念が見てとれる。21歳。
ネイティブアルター時代は最強と呼ばれたアルター使いだったが、インナーの人々の生活への介入を控えると言うジグマールとの契約の下、ホーリーに入隊。本土で精製を受けており、その際にほんの少しだが「向こう側」を垣間見ている。
最終話にてカズマと劉鳳の戦いを見届けた。『アフター』においては、ユウのアルターの師匠として登場。名前は伏せられているが、イラストの後ろ姿や速さにこだわる点からクーガーであることが分かる。
契約を経て自らの上司となった隊長のジグマールに対し、一定の信用を置いている。ある時は水守の件で命令違反を犯し、ジグマールと対立しつつ、またある時はホーリー内の機密を漁る無常矜侍の部下を捕らえ、ジグマールに差し出すなど、己のルールを優先させながらも最後までジグマールの部下であり続けた。ジグマールもまたクーガーを高く評価し、抜け目無いがゆえに頼もしい男として、いざという時の切り札として扱っている。
文化に並々ならぬ興味を示し、独自の文化論を胸に秘めている。文化の象徴といえる読書を好み、暇さえあれば何かを読んでいる。時々に応じ書の内容に寓意が込められていることもある。
桐生水守に惚れ込み、たびたび、彼女を手助けする。ホーリー所属の役得で彼女へ重要な情報を提供したりもした。彼女の前ではしばしば早口で持論を捲くし立て、大抵はあきれられ迷惑がられている。水守は劉鳳を好いていたが、本人は片思いだけで満足げでそれを文化の神髄とまで称した。
人の名前をよく間違えると称しているが、実際はカズマや水守と言ったクーガーにとっての大切な人物にのみにしか描写されていない。
最終回では死亡したような描写が描かれるが、アフターに登場しているため、この時点では生きていることがわかる。
アニメ版ではギャグ要員とも思える言動が目立つが、漫画版では打って変わってシリアスなキャラクターとして描かれている。
通常、アルターは一人につき1種類しか発動させることが出来ないが、具現型と融合装着型の二つのアルターを完全に使い分けることが可能なキャラクター。『オルタレイション』では、ジグマールに続いて「向こう側の世界」へと到達した人物となっている。『オルタレイション TAO外伝』によれば、ジグマールの最たる右腕であり隊長命令で荒野側へと滞在しているということが判明している。
また、『オルタレイションQUAN』ではアニメ版での死亡したような描写がカットされており、エピローグの数年後のシーンでは本で顔を隠してはいるもののカズマとかなみを車に乗せている彼らしき人物が確認出来る。

寺田あやせ（てらだ あやせ）
声 - 西原久美子
君島が好意を寄せている美しい女性。アルター能力者だが、町の人達の偏見を恐れており、弟にまで能力を隠している。君島とはドラマCDの3.4話の時点ですでに知り合っており、「さん」付けされている所から君島より年上と思われる。カズマからはしばしば名前を忘れられて、そのたびに答えている。
留守の合間に立浪率いるホーリー部隊に弟の明（あきら）を含め村人が全員攫われた際、君島とカズマと共闘する。この時のカズマとの出会いにより、心境に変化が生じ「目の前の壁を突破する」という信条が出来た。
その後も君島率いるネイティブアルターの連合に参加するも、作戦が失敗に終わり、ホーリーに捕らわれ、本土に身柄を移送されてしまう。その後は病気に倒れた明の治療をするため無常に協力し、本土で精製を受けアルターを進化させ、ロストグラウンドへ帰還してカズマと戦闘。その最中、右手につけた明の心拍数の表示装置で明の死を知り、戦意喪失。無理やり強化したアルター能力がたたり、カズマの腕に抱かれ初めて名前を呼ばれ、嬉しさを感じながら眠りについた。
カズマに対して好意を抱いていたようで、最期の瞬間などにもその想いを露にしていた。君島と並んでカズマのその後に影響を及ぼした一人である。
アニメブックによれば、元々はゲストキャラクターとしての登場だった模様。

橘あすか（たちばな あすか）
声 - 岩永哲哉
ホーリー隊員。貧しいインナー出身で、隊員として市街で裕福な生活を続けることに固執していた。16歳。
カズマに敗れたために隊長命令でホーリーを除隊。復帰を懸けて独断で再戦を挑むも再敗北。以後はカズマの影響を受け、新たな生き方を見出しブローカー会社を設立し、水守と組んでロストグラウンド復興に尽力している。共闘のきっかけとなったアルター使いの動物「プーリー」は、子も含めて彼が引き取っている。元同僚のクーガーは水守目当てで頻繁に事務所を訪れ、その縁で除隊後も彼との交流が続く。彼からは「社長」と呼ばれることがある。
ジグマールに疑心を募っており、それは私怨とシェリスに指摘されるとはぐらかした。
ランクこそB級の能力者だが、その能力の汎用性は非常に高い（攻撃、生命体操作、治癒力促進、発光、人命救助など）。
恋人のキャミィとは小説で結ばれ一児をもうけている。
ドラマCDにおいては、アニメ版と違いかなり酷い冷遇を受けた揚句に雲慶の脚本の主役「とんでナイス」を押し付けられた。声優の岩永哲哉はこういう役も嫌いではないと語っている。
アニメブックによれば、橘あすかの髪型は『無限のリヴァイアス』の相葉昴治と蓬仙あおいをミックスさせた平井久司のデザインとのこと。監督の谷口は「当初はもっとクールなキャラになる予定だったが、脚本が進むにつれてヘタレてしまった」とコメントしている。また、当初は第7話でカズマと和解した後にイーリャンに殺されるシナリオだったが、神宮司訓之の猛反対にあい生存する形となった。
『オルタレイションQUAN』のエピローグによると数年後は橘グループという企業を率いているようであり、カズマやかなみと共に新生ホーリーの治安維持にも協力しているらしい。

### ネイティブ
ビフ（Biff）
声 - 松尾銀三→島田敏（TV版）、チョー（オルタレイション）
ロストグラウンドでは無法者チームのリーダーでもあった実力者。太ってはいるがかなり巨躯な体型をしており、コンクリートのブロックを両手で粉砕するほどの力を持つ。「ビフ君」と呼ばれていて、自称する時も「君」を付けている。
英樹（声：松本大）が率いるチーム・ラーダスに荒らしをかけ、縄張りを広げていた。英樹の弟の正樹（声：田中一成〈TV版〉、永澤菜教〈オルタレイション〉）を子供と知りつつ殴り飛ばすなど、品性やモラルの無さが目立つ。そこにラーダス救出依頼を受けたカズマと対峙し、敗北。その後、ビフのチームがどうなったかは不明だが、後に君島が呼びかけたネイティブアルター連合の集合に遅れながらも仲間を引き連れず単身で参戦。
ホーリー撃退作戦の最中、あやせと同じく捕らわれて本土送りとなり、精製を受ける。橘あすかを圧倒するほどの力を得た代償に、自我がなくなってしまい、「ハンマー」という叫び声しか発せなくなる（そのバリエーションは豊かで喜怒哀楽といった感情をその一言のみで表している）。無常に操られており、脳に直結した特殊なヘッドギアからの信号に従って任務を遂行する。また背中にはエヴァジオン・デバイスと呼ばれる飛行用装備を携えており、巨体であるビフも航行可能な推力を誇る。
最後はカズマとの戦いの中で己を見出し、ダース達共々アルターごと崩壊する足場から、敢えてその身を落とす。
演じる松尾銀三が放映中に死去したため、物語に再登場した第17話以降は島田敏による代役となった。『オルタレイション』ではチョーが代役を務めている。

ウェッジ・バーンズ (Wedge Burns)
声 - 稲田徹
不良チームを率いるネイティブアルター。浅黒い肌で、傷を示すかのように頭部に絆創膏が貼られている。劉鳳が率いるネイティブアルター保護活動と遭遇し、苛立ちを覚えてアルターで強襲するも、絶影の前に仲間ごとあっけなく倒され確保された。

ドレッド・レッド (Dred Red)
声 - 堀之紀
ドレッドヘアーのネイティブアルター。ビフ同様、不良軍団を率いるチームリーダーを務めている。君島から招集を受けていたネイティブアルターの連合に加わるのを拒んだため本土へ移送されずに済んだ。ロストグラウンド再隆起の混乱に乗じてインナー住人を監禁して強制労働に従事させていたが、記憶を無くした劉鳳によって倒される。知恵の輪が趣味で、自らを知恵のある者と位置付けている（ただ、知恵の輪が解けるのかどうかは不明であり、作中の描写は解けているようには表現されていない）。

ムーチョ服部（ムーチョはっとり）
声 - 菅原淳一
やや肌の黒いマッチョなネイティブアルター。第15話にて賭け興行試合に出場し、戦意を見せないカズマを渋々ながらも一方的に攻めていたが、彼のアルターを絶影と見間違えたカズマがアルターを使用したことにより敗北した。

君島に招集されホーリーに捕らえられた能力者たち
- 須藤聡（すどう さとし）（声 - 水内清光）
- バッチョ・西島（声 - 松本大）
- 岡本（おかもと）（声 - 川津泰彦）
- ナサローク（声 - 永澤菜教）
- キム、マス、浩臣（ひろおみ）と正臣（まさおみ）、リン、安部（あべ）、ジャネット、オリバー、イッキュウ

君島に守られて捕獲を逃れた浩臣と正臣以外は本土の研究所に送られた後、精製されダース部隊としてロストグラウンドに派遣され、カズマ達に倒される。倒された後も生かされてはいるが、精製の影響で発狂しており、元のように戻れる見込みは薄い。

佐伯リューコ（さえき リューコ）
声 - 渡辺久美子
サウンドエディション3.4話に登場。君島によると、スタイル抜群の飛びきりの美女。同時に会話だけで相手の力量を計ったり、カズマの衝撃のファースト・ブリットを受け止めつつ腕に擦り寄るなど、相当の手だれ。
ロウレスに荒らしをかけていたが、カズマの攻撃をくらったことで彼に一目惚れしてしまい、カズマに付き纏うようになる。アニメでは登場しておらず、アルターも不明。

蛮葉晩（ばんばばーん）
『オルタレイション TAO外伝』に登場するネイティブアルター。知名度はあまり高くない。劉大連を襲撃しようとしたが、それを知ったクーガーに探され、カズマに倒される。
双子の弟の瓶美敏（びんびびーん）も同じく大連を狙おうとしていたが、劉鳳の絶影に倒された。

### ホーリー
ネイティブアルターによる犯罪が増加し、さらに復興しかけた市街が謎のアルター犯罪によって破壊されたため設立された、武装警察「HOLD」の中に作られた、アルター使いでのみで編成された特殊任務部隊。
ホーリーの主任務は、市外のネイティブアルターを保護し、同じホーリー隊員へと帰属させること。準公務員である隊員達は国から身分や生活が保障されるため、アルター使いが唯一、人並みの暮らしができる場所でもある。
ホーリーの発足を要請したのはジグマールで、その真意はアルター使いを本土から守るためだが、本土側はホーリーを使えばアルター使いの統制が簡単と考え、部隊設立へと踏み切った。その運営資金は、桐生家をはじめとした経済連の出資より成り立っている。
入隊を拒んだり不適応者と見なされたネイティブアルターは、本土で強制労働をするということになっているが、実際は本土で様々な実験や精製を受けている。
HOLD、HOLYのロゴはそれぞれ上に“DISCIPLINE & RECLAMATION”（秩序と再生）と書かれている。
マーティン・ジグマール (Martin Zigmar)
声 - 高田祐司
ホーリー隊長であり、ロストグラウンドで最初に確認されたアルター使い。本土で精製を受けており、アルターは強力ながらも使用し続けると老化してしまう。実際は26歳だが、かなり老けて見えるのはそのため。
目的のために手段を選ばないような一面も見せるが、それは息子（正確にはジグマールの細胞を使ったクローン）イーリャンが、アルター使いとして差別されることなく、人として生きる場所を作るための行動であり、ネイティブアルター全体の地位向上を望んでいる。サウンドエディションでは、さりげなくギャグを言って自分のギャグに自分で笑い、劉鳳とシェリスを唖然とさせるという意外な一面も見せた。隊長としての職務遂行の結果、隊員の橘を解任した折や、隊員の雲慶が死亡した折は、胸中で密かに謝罪や自罰の念を深めた。それゆえ、ネイティブアルターのことを何も考えない無常に対しては、身分も能力も上なので逆らえないまでも、言外に反抗心を表していた。
先述のために、有能なアルター使いを求めており、昔からその才能を見込んでいた劉鳳と、類まれな力を持つカズマに目をつける。
ホーリー本部が無常に占拠された際に、劉鳳のさらなる成長を促すためにあえて敵対し、その成長を見届け、敗れる。最後は、イーリャン、瓜核、劉鳳にその思いを託し、アルターの副作用による老化によって、息をひきとった。
『オルタレイション』においては、大隆起現象前に確認出来た最初のアルター使いと明言されている。また、「向こう側の世界」へと至った最初のアルター使いとなっている。最期も劉鳳と敵対するのではなく、無常を止めようとして敗れ、劉鳳に結晶体のことを伝えて力尽きるという風に変えられている。

瓜核（うりざね）
声 - 島田敏
ホーリー隊員。大柄で切れ長の鋭い目が特徴だが、基本的には快活で気がよく仲間思いのある性格。スイカが大好きで、常にスイカを持ち歩く。そして滅多にスイカを他人に分け与えない。アルター能力はスイカを媒介に発動する。事件後はイーリャンと共にスイカ畑を作っていた。
能力者としてはかなりの凄腕で、一瞬で君島率いるネイティブアルター軍団を始末するほど。直接対峙はしていないものの「（劉鳳の絶影を相手にして）俺が負けると思ってるのか！？」と豪語している。
本人によると方向音痴であり、胃袋がとても頑丈なため水分が豊富なスイカを山ほど食べても腹を下すことがない、とのこと。
漫画版では悪役で、アニメ版で気のいい性格になったのは、脚本の黒田が「（瓜核の声を充てている）島田を悪役には出来なかった」為（アニメージュ2002年2月号の付録冊子『スクライド完全読本』による）。

イーリャン (Yi Liang)
声 - 井上隆之
ホーリー隊員。小柄で寡黙な少年で、普段はジグマール隊長の命令で常に情報収集やロストグラウンドの監視など多岐にわたる任務を遂行している。
その正体は『ダース計画』に並行して行われた『マーティ計画』と呼ばれるプロジェクトによって生み出された「最初のアルター使い」であるジグマール隊長のクローンで、正式名称は「カテゴリー1のタイプ2（イーリャン2）」。ジグマールを父と慕い、親子同然の間柄になっている。
ジグマールの死亡以降は、その志を受け継ごうと精神的な成長も見られ、表情豊かな明るい人物となった。無常が起こした事件の後、瓜核と共にスイカ畑を耕している。アニメブックでは子供役のホーリー隊員を登場させたかったという発言から、恐らく登場したホーリー隊員の中で最年少。サウンドエディションでは出番が無い。
最終話においてカズマと劉鳳の決闘を「みんなで観よう」とロストグラウンド全土に放送した。
また、本土によって作られたイーリャン3・イーリャン4（声：井上隆之）という2名のクローンが存在するが、イーリャン1はすでに亡くなっている。波のかかった髪がイーリャン3で、ツンツン髪がイーリャン4である。この2名は無常によってアルターを利用されていたが、カズマと無常の戦いの最中にクーガーが連れ去り、水守達に保護された。以後は描写が無いため、どうなったかは不明。

立浪ジョージ（たつなみ ジョージ）
声 - 高木渉
ホーリー隊員。やることは残虐粗暴かつ下品で、ホーリー隊員の中でもかなり異質な存在だった。非常に品が無く、アルター名や必殺技名においても卑猥である。カズマとの戦いで敗れ再起不能に。カズマのホーリーに対する敵意を加速させた。ランクはC級の能力者だが、能力効果の及ぶ範囲は広く、色々な意味で派手である。漫画版ではかなみの友人を殺害したため、カズマに制裁される。
サウンドエディションでは、赤ずきん姿の水守を派手に散らしたいなど相変わらず品の無い発言が全開する中、仲間への皮肉や主役にされる際の嫌がりっぷりなど、アニメでは描かれなかった普段のホーリーでの姿が描かれている。また、麻雀が打てるらしい。

雲慶（うんけい）
声 - 堀内賢雄
ホーリー隊員。バイオレット色のアフロの髪型で、褐色の肌の長身の男。口調は「〜である」が多い。自称天才脚本家。
ジグマールの命令でカズマを自身のアルターで意のままにしようとするが、劉鳳の性格の違和感で失敗。ただしカズマの目的を妨害することには成功した。のちに記憶をなくした劉鳳にも同じことを行うが、結局破られて戦闘に突入し敗北。絶望の挙句、自らの身を自らの脚本内に封印した。
サウンドエディションでは、彼が3脚本時間（1脚本時間＝12時間、シナリオ時間とも言う）をかけて制作したオリジナル脚本「Love Hell」という劇が公演されたが、それは役者にとっては優しくない内容だった。来夏月に天才と煽てられて、絶対に改訂しない脚本を改訂してしまう意外な一面もある。尊敬している人物は、2分の1脚本時間で2本（6時間、1本3時間）の脚本を作るという井上さんと呼ばれる人。
『オルタレイション TAO』においては出番がすべてカットされた。後編の『QUAN』では本編通りの活躍があるが、見せ場は大幅にカットされ最期も自らのアルターの爆発に巻き込まれて爆死という形に変えられている。逆にドラマCD8.5話では雲慶の脚本空間を中心とした物語が描かれている。

エマージー・マクスフェル (Emergy Maxfell)
声 - 千葉一伸
ホーリー隊員（サウンドエディションよりA級以上の隊員の模様）。常夏三姉妹曰く、ジグマールの懐刀。元はインナー出身で、アルター使いゆえに迫害を受けた経歴を持つ。玩具好きで、インナーの子供たちにはロボット物の玩具を支給していた。
一見、狡猾な振る舞いが多いが、これは自らを追い詰めるための演出と称しており、崖っぷちに追い詰められるとアルターが発動する。しかし覚醒したカズマにアルターを破られ、幼児退行してしまう。
自らのアルターを発動させるために常に攻撃されるため、サウンドエディションでは真性のマゾヒストと言われた。ダメージを受けなくても、精神的に追い込まれればアルターの発動は可能である。瓜核によると、緊張が絶頂に達する前に気絶させることがエマージーの攻略法らしい。
また、作中では深く言及されていないが、精神が高揚するとクーガーのような早口口調となる。千葉一伸にとっては初のMキャラクター役だった。

来夏月爽（きげつき そう）
声 - 結城比呂
ホーリー隊員。物語の中盤から登場し、途中からは無常の傘下に入る。愛の狩人（かりゅうど）を称しているナルシスト。自分の思い通りになる女性だけが好きで、常夏三姉妹は彼が生み出したアルター。シェリスのような生身で自分に対し口が悪い女性を毛嫌いしている。そのためシェリスとは犬猿の関係。
自身の命令でカズマ達相手に無理をした三姉妹に、なお「僕のために戦え」と身勝手な命令をした挙句、彼女たちを「役立たず」と否定して消滅させてしまう。その結果アルターを使えなくなり、「自分を否定した者にアルターは使えない」と無常に用済みと判断され、処分（吸収）され殺された。ストレイト・クーガーに「倒す価値すらない」、「人形相手に愛を囁き悦に浸っている」と評される。『スクライド完全読本』では自分より常夏三姉妹の紹介が主体にされたことに怒っていた。
『オルタレイション』では出番や役割自体は変わらないが、死亡描写がバーニングサマーがカズマに倒された際の余波で死亡という形に変えられている。
サウンドエディションでは、橘ほどではないがHOLY隊の間では扱いが悪く、馬鹿にされている様子がうかがえる。劇に常夏三姉妹の出演を提案したり、そのために雲慶の脚本を改訂させたり水守とシェリスを嫉妬する悪女役に追い込もうとしたりと協力的かつ自己中心的に話を進めていた。この頃からすでにシェリスとは険悪な関係であった模様。

イカワ・ケンイチ
声 - 中嶋聡彦
ホーリー隊員。サングラスをかけていて、瓜核のように太った体型をしている。作中では名前や第5話での少しの登場だけで、以後は出番が無かった。カズマの奇襲に敗れる。サウンドエディションでも登場していない。
ダース (Dozen)
声 - 川津泰彦、小田敏充・幸田昌明（QUAN）
ジグマール直属の特殊工作員。その正体は『ダース計画』により鹵獲されたネイティブアルターが本土で精製された物であり、全員が同じ仮面をつけていて同じアルター能力を使う。一部には黒い仮面をつけたイーリャン直属のダースが存在し、これらは普通のダースと違い、互いの体を霧状に変える能力を持つ。設定上では仮面の鼻から下の部分は外せる。ホーリー隊社を普通に歩くこともある。
また、白い仮面をつけた無常に従う上級のダースが存在し、本土側には赤い仮面をつけたダースも従属している。小説版によれば、仮面にはダースを制御する力があるらしく、アニメでもビフと共に自らの意思を取り戻した際に仮面が外れ落ちる描写がされた。

### 本土側
無常矜侍（むじょう きょうじ）
声 - 白鳥哲
本土から送られてきたアルター使い。元々はロストグラウンドの落ちぶれた旧名家出身であり、あらゆる意味で頂点に立ちたいという激しいハングリー精神を持つ。性格は陰険で、口調も丁寧さながら慇懃無礼。名家の出身で整った容姿を持つ上に能力・精神も強い劉鳳に対し、強い嫉妬心を抱く。劉鳳の父・劉大蓮への脅迫および拘束を試み、自殺に追いやる。その性格や冷酷な瞳から「蛇野郎」とクーガーやカズマに言われる。
力を求め本土へ移り、自ら望んで精製を受けたため「向こう側」をわずかながら覗いている。戻ってきたロストグラウンドでアルター結晶体と遭遇。「向こう側」の力を得て、独断でロストグラウンドの市街を占拠。それを越権行為と非難し離反を試みる役人達を抹殺し、最終的には本土への逆支配を企んでいた。
自らと同じく精製されたアルター使いのあやせやビフや白ダース部隊を付き従えている。
他人の心を読むかなみのアルター能力を吸収し、敵の次の一手を事前に読み取る。カズマ・劉鳳に決戦を挑み、カズマの一撃で「向こう側」へと飛んだ際に、さらなる力を得て再び帰還、醜悪な姿へ変貌しつつ巨大化するも、進化したカズマに倒された。
『オルタレイション』ではロストグラウンドに介入するまでの描写が挿入され、自らの計略をワールド・オルタレイションと称し世界の再構築を目論んだ。
その独特な口調は、キャスト陣（主に緑川光）からのモノマネのネタになっていた。
漫画版ではカズマの味方で、容姿の不明な新キャラクター数名と共にカズマの応援に来た。
ドラマCD8.5話では本編に先駆けて登場。偶然市街の高級ホテルに滞在中に雲慶のアルター能力にかかり、カズマや君島達を本土に連れ出す役割を充てられるが、橘のエタニティ・エイトで精神を操られ脚本舞台から退場した。

異納泰介（いのう たいすけ）
声 - 櫻井孝宏
『オルタレイション』で登場する、無常矜侍の部下。彼もまたアルター能力者である。
兵器として本土側に動かされる自分たちの状況に疑問を抱いており、世界を再構成するという無常の野望に賛同し、その配下となった。
無常の側近ということもありアルター能力者としての強さはかなりのもので橘やジグマールを圧倒するほど強いが、最期は無常への忠誠心からデータ集めのために自らカズマの前に現れて倒されるという形で命を落とした。

桐生忠範（きりゅう ただのり）
声 - 長島雄一
「桐生グループ」の長にして桐生水守の父親。連経済特別区域（ロストグラウンド）において限定通貨を発行するなど、大きな影響力を持つ。HOLDの出資者で最高顧問でもある。娘を本土に連れ戻すために無常矜侍に多少の無理も目をつぶると約束した。

### その他の登場人物
劉大蓮（りゅう たいれん）
声 - 中村秀利
ロストグラウンド復興地区の4分の1を支配している大物華僑劉家の総帥にして劉鳳の父。「ロストグラウンドの未来はロストグラウンドの住民自身が決めるべき」という信念を持っている。6年前に妻・桂華を亡くした。また、父親としては劉鳳の良き理解者であり劉鳳がホーリーに入隊した時も何も言わなかった。その後、ロストグラウンドの権力を掌握した無常矜侍に財産没収を宣告され全ての富を失う。その後に無常の人質となるが、劉鳳の迷惑にならないようにと自害した。
『オルタレイション』では、大隆起現象前の神奈川県の時代より大物であったことが判明している。

劉桂華（りゅう けいか）
声 - 金丸日向子
劉鳳の母親。優しく温厚な性格で桐生水守が劉家を訪れた際も温かく迎えた。6年前に謎のアルター（結晶体）によって殺される。なお、この事件がきっかけとなり劉鳳のアルター“絶影”が発現し、その後劉鳳は母親を殺したアルターを執拗に追い求めるようになる。漫画版では家庭より私欲を優先する悪女となっている。

キャミィ (Cammy)
声 - ゆきじ
橘あすかの恋人。あすかがHOLYを追い出されて未開発地区で働いていたためしばらく音信不通だったが、無常のロストグラウンド統制後を機に無事再会した。その時の帰還者の割合は全体の20%にも満たないという。

寺田明（てらだ あきら）
声 - 山田ふしぎ
寺田あやせの弟。重い持病を患っていて、体調がいつも優れていない。あやせが本土で精製を受ける条件の1つに彼の本土での治療が入っていて、治療中だったがあやせとカズマの戦闘中に逝去。無常によると「思ったより早かった」とのことで、根本的な治療ではなく延命治療を受けていたことが分かる。

ファニ・テラカド (Fani Terakado)
声 - 大本眞基子
第15話に登場したインナー側の住民の少年。麻薬や売春などが横行されている未開発地区の地下街で働いており、賭け試合に待機するカズマの世話係として登場。橘のアルターに操られた所を鍵の閉め忘れと上層部に勘違いされ、暴行された所をカズマの乱入から救われ、カズマの賭け試合の賞金を手渡された。そのカズマに心打たれて付いていこうとしたが、大切な存在を失ってやさぐれたカズマに突き放された。
その後は地下街から抜けて、最終話に頑張って暮らしている所が映し出された。

プーリー (Puly)
カズマと橘あすかが落ちた地下洞窟内の廃墟に住む、アルター能力を持った小動物。子供を守るためにカズマやあすかと対立する。後にあすかの仕事場に子供達と一緒に引き取られた。

矩継誠（くつぎ まこと）
声 - 遠近孝一
20周年設定資料集付属ドラマCDにて登場。本土と荒野側を行き来するブローカー（何でも屋）で、作中では橘に（クーガーからの依頼で）雲慶の脚本空間を妨害する取引を持ち掛けた。
名前の元ネタは無限のリヴァイアスの矩継真琴からで、声も同じく遠近が演じている。

## アルター能力
「ALTERATION（変化、進化）」から「ALTER（アルター）」という名が付けられた。
正式名称は精神感応性物質変換能力と呼ばれ、自分の意志（精神力）により周辺の生物以外のあらゆる物質を原子レベルで分解し、各々の特殊能力形態に再構成することができる特殊能力である。再構成する形は使用者によってほぼ固定されている。また、一部の強力なアルター使いは相手のアルター物質を分解し自らのアルターへと再構成したり、破壊された部分を再度構築する再々構成を行うことができる。ロストグラウンド出身の新生児の2%から5%に見られて以降、その数値は年々増え続けている。なお、アルター能力は人間だけでなく、動物にも宿る。
アルターの形状や能力はアルター使いにより様々で、能力者自身の体の一部を変化させる融合装着型、能力者から離れて行動できる自立稼動型、アルターを何らかの能力や形と共に具現する具現型、他人の精神（脳）に干渉するというアクセス型に大別される。
アルター能力による凶悪犯罪によって忌避されているが、政府や海外からは兵器としての利用価値があると注目されている。その理由の一つにアルター能力は精製が可能で、能力を強化・変化させることが出来る点がある。精製には二種類に大別され、本来の能力がさらに高まるケースと、精神までが調整され用途に併せたアルターに変えられるケースに分かれる。精神調整された者は、大半が洗脳されており、「アルター使いは人間ではない」という倫理観が行動に強く反映される。初期は精製の技術力が低く、命に影響を及ぼすことがあった。また精製の代償としてアルターを使うたびに寿命が削られるなどの副作用が起こる。また、アルターの酷使や急に強大なアルター能力を使用したことなどによる気絶、意識があっても精神的ダメージによってアルターが発現しなくなるなどといったオーバーシュートという現象がある。真・絶影を初めてカズマに解放した時の劉鳳のような一時的なケースもあれば、第6話に登場したグロウ・ケーズやアフター2のスゥのような永久的なケースもあり、ことと次第によって変化する。
ロストグラウンドの新生児からしかアルター使いが生まれてこない理由は、大隆起時に別の世界（＝「向こう側」の世界）との扉を開いてしまったからと作中で推測されている。アルター使いはその世界とアクセスすることで、物質を変換し自分のエゴを具現化している。生まれる前から向こう側の世界を認識している者たちは、そのアクセス方法を無意識に理解している。また、自然現象としてロストグラウンドには「向こう側」の世界と繋がり具合が深い場所が存在し、場所によっては「向こう側」からアルター粒子が漏れ出している（アルターの森、墓守の街など）。
生体は分解できないとされているが、自分自身を分解するパターンも存在する。カズマは敢えて君島の拳銃と一つになるため、自身の腕を分解して再構成した。また、死体や切断された部位でも分解は可能だが、いかに生体でもアルター粒子が非常に濃い場所に近づくと分解され跡形も無くなる。
また、アルター能力者同士は力の強さが強いほど、居場所や位置というものが特定できることが『アフター』にて語られている。

### 主人公のアルター
シェルブリット（カズマ）
融合装着型。右腕が装甲で覆われ、背中には3本の赤い羽根が生え、髪の毛が逆立つ。羽根を1本ずつ推進剤と化し、敵に突進し強烈な一撃を見舞う衝撃のファースト・ブリット、撃滅のセカンド・ブリット、抹殺のラスト・ブリットという技を持つ。一度の能力発動で使える必殺技はこの3発まで。また地面を殴りつけ、通常よりもはるかに高くジャンプできるほか、自身の運動エネルギーを打撃として逃がすやり方で急制動をかけることもできる。名前と技はクーガーから伝承した物。
また、アルター発動時には装甲が形成される前に右腕の拳から前腕部にかけての部位が縦に裂けてそれをワイヤー状のパーツで締め付ける形態が存在している。
第二形態
「向こう側」の結晶体と対峙し、その一部を手にしたカズマが新たに得た能力。右腕がさらに大型化し、羽根は一枚羽根の風車に変化し、顔の右半分もアルター化され突起物が形成される。劉鳳との戦いにより開かなくなった右目も、この状態では開くことができるようになる。風車を回転させて飛行能力も発動できる。必殺技を使う際には手甲や前腕部で閉じられているアルターの装甲が開き、手甲内部にある物が回転して推進力を爆発的に上げる。装甲が開く時には手関節部分についているネジのような装甲が一回一回外れるようになっている。シェルブリットよりもさらに強力で回数制限も解除されたシェルブリット・バーストを使用可能だが、カズマ本人に与える負担も桁違いで、連続使用すると右腕が使い物にならなくなってしまう。基本的にカズマはこの状態を「シェルブリット」と呼んでいる。
最終形態
「向こう側」の力を完全に引き出した姿。獅子を模したようなアルターが全身を覆い、両手でシェルブリット・バーストを放つことができる極めて強力な形態。通常攻撃の一つ一つ（パンチは勿論、頭突きに至るまで）もシェルブリットかそれ以上の威力を持っている。飛行能力もそのままで、風車が獣のような長い尻尾状の物に変化し推進力を得るときはそれ地面などに叩き付けるようにして得る。一瞬で成層圏まで到達する速度を誇り、大気圏外でもなんら支障なく行動できる。第二・第三形態の時に手関節部分についていたネジは消えている。漫画版では、能力などはほぼ同じだが、形状が大きく異なっていて名称も「ハイブリット」と呼称されている。なお、両手に輝きを集め、シェルブリット・バーストを放つ際は「自慢の拳」という名称になる。谷口監督によると、カズマの存在意義の全てと自らの命を一つにした拳の一撃を放つという意味が込められている。
また、第二形態を基本として右腕だけではなく左腕にも装甲が装着され、風車ではなく右の肩甲骨辺りに長い尾、左肩には短い尾のような物が生えた第三形態、それに加え両脚までもがアルター化している第四形態という二つの中間的な状態も存在する。ただし、登場したのは第二形態から最終形態へ繋がる僅かな間だけである。

絶影（劉鳳）
自立稼動型。腕組みをし、拘束衣を着て顔の左半分を隠した少年のような姿のアルター。これは強すぎる力を劉鳳があえて封印した姿である。首のあたりから生えた伸縮自在の2本の鞭、柔らかなる拳・列迅（ただし、劉鳳が技名を発するのは第二形態時のみ）を使い、近接戦闘、広範囲攻撃共に優秀。名の由来は母・桂華と共にアルター結晶体に殺され、アルターとして再構築した劉鳳の飼い犬「絶影」の名前から。鞭部分は水守にあげたペンダントと同じ十字が彫られている。アルターとの繋がり具合が深い状態だと、絶影の受けたダメージが劉鳳に還元することがある。
第二形態（真・絶影）
封印を解いた絶影の真の姿。ナーガのような姿をしており、空中を高速で移動できる。構築される時には液状のように見える。名前の通り、影を絶つほどの超高速攻撃を使うことができる強力なアルターだが、その分劉鳳にかかる負担も大きい。両脇には剛なる右拳・伏龍、剛なる左拳・臥龍という2基のミサイル（切れ味は鋭く劇中ではNRハンマー改を切った）を持ち、その威力はカズマのシェルブリットとほぼ互角。この形態でも烈迅での攻撃は可能である。作中では真なる絶影、あるいは単に絶影と呼ばれている。
最終形態
融合装着型。全てを捨て、ただ勝利のみを求めた劉鳳が絶影と融合した姿。その面影があるのか、第一形態の絶影の耳部分の装甲が装着されている。第一形態の鞭の先端部分と同様に水守の持つペンダントが模されたようなプラス字の彫られたアーマーと、それとは対称的に反対側の肩にマイナス字が彫られたアーマーが装着されている。空中での残像を残しながらの高速移動を可能とし、両耳・両肩のアーマーは腕に移動させて剣として使用でき、設定上では槍にも変化させることができる。右の剣は射出して自由自在に操れ、左の剣はシールドになるほか衝撃波を放てる。大気圏外でも行動できる。
また、一部のみ装備することも可能であり、最終回での最後の一撃の際と、『オルタレイション』の再隆起現象を起こすカズマとの激突シーンでそれぞれ砕け散った絶影の破片から最終形態の剣を再構成して右腕に装備している。

### HOLYのアルター
ラディカル・グッドスピード（ストレイト・クーガー）
具現型。車などの乗り物を自分専用の超高速仕様にアルター化させる。時速200km以上の速度で猛烈に加速し続けるが、大抵の乗り物はその負荷に耐えられず廃車になってしまう。作中では車にしか利用していないため、他の乗り物がどうアルター化するのかは不明。外見はかなり悪趣味である。非常に速いが運転手の運転技術と相俟って乗り心地は最悪（本人は大丈夫であり、饒舌で早口になる）であり、運転手がある程度離れると時折自爆する。タイヤを変形させ、そこからの気圧の噴射で水上を走ることも可能。
なお、運転しなくてもある程度遠隔操作させることができ、水守達の場所に車を届け、建物の倒壊に巻き込まれそうになった水守達を助けた。
具現型ではあるが物体を完全に分解、再構築して元の物を破壊してしまう他の具現型とは違い、解除後も壊れてしまうが原型を残していることから、身体のみならず物体にも融合が可能な融合装着型と言える。
ラディカル・グッドスピード脚部限定
融合装着型。漫画版ではストレイト・グッドスピードという名称。その名の通り脚部のみに能力を発現させ、流線型の装甲を形成する。速度を利用した蹴り技がメインで、自動車形態を上回るスピードと攻撃力を持つ。踵部分のピストンによってハイジャンプや強烈なスタートダッシュが可能。装甲部が前後に展開してピストンを打ちだし同時に側面部の噴射口から噴き出す勢いでジャンプし蹴りを放つシェルブリットと呼ばれる弾丸の如き蹴り技。その必殺技の初発名はカズマと同じく衝撃のファースト・ブリット。
他にもヒール・アンド・トゥーという蹴り技を持つ。効果音などのノイズで「ヒーローキック」にも聞こえるが、英語版字幕などでは「Heel and Toe」と表記されている。
その圧倒的スピードは速すぎてイーリャンの絶対知覚でも、最早感知出来ない速度となる。なお、アルター能力との関連性は不明だが、クーガー本人は風力・温度・湿度を一度に何の計測器も使わず全て確認できる。
また、壊滅のセカンド・ブリットという必殺技も持っているらしいが（アニメブックより）、本編では登場せず。『オルタレイションTAO 外伝』によれば光速に回転しながらアルター粒子を放出し、一直線に降下する技。着地した周囲の車の何台もが横転し吹っ飛ばされるほどの威力を持つ。
最終形態（フォトンブリッツ）
全身をアルター化させ、流線形の装甲で覆う。背中にはアルター粒子の噴射口があり、速度と運動性は数あるアルターの中でもトップクラス。竜巻のように回転し、スピードと遠心力を利用した回し蹴り、瞬殺のファイナル・ブリットが必殺技。他人の心を読むかなみの能力を得た無常には敵わなかった。
『オルタレイション』ではこの姿の残留思念を向こう側の世界に残しており、やさぐれたカズマを叱咤した。「フォトンブリッツ」という名称は資料上でのみ呼ばれており、作中では呼ばれていない。

エタニティ・エイト（橘あすか）
具現型。あすか本人の意思によって自在に動く八つの宝玉。生物の頭部に取り付けアクセス型のように自在に操ることができるが、精神が操られている人間には通用しない。非常に使い勝手がよく、円状に並べば防御幕、直線状に並べば剣、また脚の近くに配置し自身を浮遊させたり（もちろん遠くにあるものを浮遊して運ぶことも可能）、暗闇の中での光源、さらに生物操作の応用で医療にも使える。しかしカズマには力任せに破られたりと、「万能型」と「器用貧乏」を代表するようなアルター。左手に弓を形成し、宝玉を矢の弾として射出して目標の意識を乗っ取るエタニティ・エクストラショットという技を持つ。
本来は8つの宝玉はそれぞれが別々の色だが、当時ではとてもテレビで追い切れないとして緑に統一された。本来の別々の色の状態のエタニティ・エイトはアニメブックや5.1ch-BOXの二巻目の表紙などで見ることができる（確認できるだけで赤・ピンク・黄・水・緑・紫・深緑・オレンジがある）。

エターナル・デボーテ（シェリス・アジャーニ）
相手のアルター能力を瞬間的に増大させる補助的能力。具現型の働きをするが、本来は天使型の巨大なアルターを形成するためか自立稼働型に分類されている（5.1ch-BOX ブックレットより）。本来戦闘用ではないが、常人でも食べすぎたり飲みすぎたりすれば体調を崩すように、能力を増大させることで敵のキャパシティを超えさせ、内部崩壊に近いものを起こさせることができる。しかし能力を使用する際にはシェリスも著しく体力を消耗する。
形のないアルターだと思われていたが、シェリスが死にかけた劉鳳を救う際には大きな天使のような姿のアルターが登場し、シェリス自身からも天使のような翼が生えた。漫画版では、まるで18禁行為に及んでいるような使用方法だった。
晩夏への使用時に周囲の物質を分解しなかった点、自身の体力の浪費・回数制限、劉鳳への能力使用後に服や髪飾りを残し肉体のみが消失していた点から、自身を分解して発動する能力であることが分かる。瓜核同様、媒介が限定されている珍しいタイプのアルター。
アルター名は直訳すると「永遠の献身」という意味になる。

アルター・エイリアス（マーティン・ジグマール）
融合装着型と自立稼動型を併せ持った非常に珍しいアルター。連経済特区で初めて確認されたアルターでもある。生物と機械が混じったようなグロテスクな、右腕のないアルターを形成し、自身は両腕と胸、両足をアルター化する。肘の部分には穴が開いており、圧力を操って空気の壁を生み出し防御に使ったり、空気の塊を弾として撃ち出せる。アルター側には口の部分に同じような穴が開いており、空気を吸い込んで敵の動きを封じ、ジグマールとの連携を行う。精製の副作用か、発動中は凄まじい速度で老化が進む。必殺技名はエイリアス・プレッシャー。
『オルタレイション』でもこれを一瞬だけ使っているが、アニメ版と違い老化現象は起きていなかった。
漫画版では「ギャラン＝ドゥ」という全く性質の異なるアルター。自我を持っており、最終的にジグマールを裏切る。

瓜核（瓜核）
具現型。スイカを媒介に様々な能力を発現するアルターで、技名は「瓜核○○（○○部分に該当能力）」という名前になる。瞬間移動（瓜核ワープ）、攻撃（瓜核ダイナマイト）、防御（瓜核シールド）など、エタニティ・エイト並みに汎用性が高い。媒介を限定したアルターも珍しいが、なぜスイカなのかは不明。彼が常にスイカを持ち歩いているのはスイカが大好物というだけでなく、この能力を使うためである。アニメブックでは自分の名前をアルターにされているが、ブックレットなどの資料では「瓜核のアルター」とも表記される。漫画版での名称はウォーターメロン。

絶対知覚（イーリャン イーリャン3 イーリャン4）
具現型。上半身を多数の触手のついた半透明のドーム（内部にはキーボードのようなものも見える）で覆い、目標の位置特定、盗聴、透視などあらゆる情報収集を行う索敵用の能力。彼が得た情報はホーリーの衛星兵器ホーリーアイにも転送され、ジグマール隊長の下に逐一報告される。ダース部隊のコントロールも可能。
能力を使う際に触手のような物を周囲に張り巡らせ精度を高めることがある。無常がかなみのアルター能力を利用できているのはイーリャン3・イーリャン4の能力によってかなみと繋ぎ止められているためであり、システムダウン時には二人をオーバーシュートさせるまで能力を酷使させ、かなみの能力を復活させた。
イーリャンはイーリャン3・イーリャン4によって知覚妨害をされたことがあり、体に酷い悪影響を及ぼした。
また、「向こう側」を覗いた者の生体情報は、絶対知覚をもってしても正確な情報が採取できない。が、最終話でのイーリャンは精神的な成長もあるのか前よりもアルターが強くなっており、瓜核との協力でロストグラウンド全域の使用の可不可にかかわらず全てのテレビにアクセスし、向こう側を覗いたカズマと劉鳳の決戦をロストグラウンド全域に中継した。

ビッグ・マグナム（立浪ジョージ）
具現型。浮遊する大型のリボルバー式の大砲。ジョージの持つ照準器によって狙いを定め、弾丸を射出する。弾の数は6発までというわけではなく、撃った後に新たに弾を構築し装填する。また、彼の部下は彼が生成した銃を持っており、銃型ならば意外と生成の幅は広い。必殺技はスペルマ・インサーションと呼ばれる技だが、設定上の名前のため効果は不明。

最悪の脚本（マッド・スプリクト）（雲慶）
アクセス型。あらかじめ脚本を書くことでそれらを実現させることができる。これを応用することで他人の思考を変換し物語の登場人物とすることで洗脳することができる。洗脳対象以外は彼の書いた脚本通りに演技をしなければならないため、少々使い勝手の悪い能力。ただし、ある程度洗脳が進むと洗脳相手は幻を見るようになるので、彼の脚本に最後まで付き合う必要はない。画面上の目部分ではよくまばたきをしている。触手のような部分は、雲慶の脚本を文字として打ち出す際に役立っている。原稿用紙を用いての攻撃も可能だが、威力はそこまで高くない。必殺技は自主的改訂脚本と自主的決定稿。
なお、劇中での来夏月のセリフから、雲慶のこの能力は強烈な意思や同じアクセス型の能力者（由詫かなみなど）には効かず、脚本の舞台に何ら影響を受けずに介入できてしまうことが判明している。なお、能力名は意図的に「スクリプト」ではなく「スプリクト」となっていて、ちょっと注意しないと見聞きし過ごしてしまうということを表しているらしい。アニメ8話のサブタイトルでは、「スプリクト」の「プ」と「ク」の文字だけ色違いになっている。
ドラマCD8.5話でも使用され、実在しないかなみの血縁者「由詫しげる」を創作することで間接的ではあるがかなみを脚本空間の演者に取り入れた。

スーパーピンチ（エマージー・マクスフェル）
自立稼動型。エマージーが崖っぷちのピンチに陥ると、腕時計がブレスレットのようなものに変化。これに命令を叫ぶことで、勇者シリーズに登場するような巨大ロボット（後述）を操ることが出来る。また、エマージー本人の周囲にピンチガードというバリアを発生させることも出来る。
条件を満たさなければ効果を持たないアルター使いはいるが、条件を満たさないと生成すらできないアルター使いは珍しい。これは彼が過去にたまたまスーパーピンチを生成したのを、ロボットが助けに来てくれたという感覚に囚われているからである。つまり、彼のアルターは自分の力として生成するものではなく、自分がピンチの時に助けてくれるものでしかない。非常に強力なアルターだが、この心の弱さがカズマとの戦いの敗因である。
スーパーピンチクラッシャー
自立稼働型。勇者シリーズに登場するような巨大ロボット。エマージーが幼い頃に拾ったロボットの玩具が由来。巨体に加えて、パワードライフルなど武器を使いこなす。
グレートピンチクラッシャー
前述のSPクラッシャーと新たに召還された鳥型ロボット・ピンチバードが超ピンチ合体することで生まれる超巨大ロボット。ただでさえ大きかったSPクラッシャーが胸部に収まってしまうほどの大きさ。パワーや逞しさもSPクラッシャーを大きく上回る。胸部の横と額に存在する砲口からの一斉射撃デンジャーハザードが主力武器。また背中に装備されたラストチャンスソードによる必殺技逆転閃光カットを繰り出す。
漫画版では、これに続くファイナルピンチクラッシャーという最終形態も存在する。

常夏三姉妹（来夏月爽）
自立稼動型。長女・晩夏、次女・仲夏、三女・初夏という3人の来夏月にとって理想的（自分の思い通りになる女性にしか興味がない）な女の子たち。他の隊員たちからは人形と侮称される。アルターのため、宙に浮いたりなど人外な動きが可能。本土の睡眠薬と併用した「スリーピング・ビューティ・フレイム」の他、「パッション・キス」や「ハイヒート・ラブ」などの必殺技を持つ。
普段は来夏月から独立し、まるで人間のように、ホーリー隊舎で常に3人で行動をしている。来夏月が離反するまでは、ジグマールの直属としても動いていた。
より本物の女の子に近づけるため常時アルター化され、それぞれが人格と自我を持つ。来夏月にベタベタし、彼の言うとおりに動くが、それ以外の人間に対しては陰険なサディストで、幼いかなみや同僚のシェリスにまで平気で手を上げた。行動理念は「来夏月のため」で、醜悪な怪物「バーニング・サマー」に融合変化させられてカズマや劉鳳に立ち向かうが敗れる。戦闘不能になるも来夏月に戦うことを強要され、来夏月を拒絶。思い通りに動かなかったことに憤慨した来夏月に消されてしまい、以後来夏月はアルターを使えなくなる。
『オルタレイション』ではカズマのシェルブリットバーストで来夏月もろとも倒されて完全に消滅した。
サウンドエディションでは名前は出てくるが、登場はしていない。
晩夏（ばんか）
声 - 冬馬由美
来夏月のアルター。来夏月にとって理想的な長女。お姉さんキャラクター。
仲夏（ちゅうか）
声 - まるたまり
来夏月のアルター。来夏月にとって理想的な次女。眼鏡っ子キャラクター。
初夏（しょか）
声 - 大本眞基子
来夏月のアルター。来夏月にとって理想的な三女。妹キャラクター。無茶な要求をする来夏月に愛想を尽かした。
バーニング・サマー
常夏三姉妹が合体した巨大で醜悪な怪物。熱量を操作し、周囲を灼熱地獄と化す。三つの目は三姉妹のそれぞれのパーソナルカラーのため少々は名残がある。地底からマグマを供給するような形態をとっている。

絶対無敵破壊光線（イカワ・ケンイチ）
イカワのアルター能力だが、結局使用されなかったため詳細は不明。脚本家の黒田洋介が「原稿を書きながら決めた」とアニメブック内で語っている。

### 本土側のアルター
NRハンマー（ビフ）
具現型。右腕がハンマーとなった巨大ロボットを作り出す。ビフ自身はこれの左腕に掴まれる。パワーは高いが、動きは鈍重。
NRハンマー改
本土によって精製された強化版。下半身が独楽のようになり、回転させて地面を高速で移動できる。停止時にはスパイクによって固定される。右腕のハンマーにはブースターが増設され、さらに破壊力が増した。ビフ自身はこれの頭部に乗る。本体が強制的に操られているため、何度破壊されようと再生が可能。ダースのビッグハンドと合体し、パワーアップすることも可能。

ノーブル・テンペスト（寺田あやせ）
具現型。甲殻類生物のような小型のアルターだが、発動時は髪をおろし髪飾りへと偽装して形成される。髪が触れたあらゆる物体（あくまで物体のみで、生体には無影響）を無音のまま水に変えてしまう。しかし目標の選択が出来ず、劇中では誤って君島のバイクまで水に変えてしまった。
ノーブル・テンペスト改
本土によって精製された強化版。髪飾りではなく蟹のような首飾りを形成し、背後にも大きな女神のようなアルターを作り出す。周囲を海と化し自在に操る能力で、海中のナトリウムやマグネシウムに化学反応を起こさせ、小規模だが爆発を起こすこともできる。カズマのシェルブリットをやる気がない状態とはいえ圧倒しており、精製前とは別人のように強い。海そのものをアルターとして再構築しているため、彼女の作った海は不自然な渦を巻いている。作中あやせはこの状態をノーブル・テンペストと呼び、改はつけていない。設定上では、シー・シュラウド・シーと言う必殺技を持つ。

アブソープション（無常矜侍）
具現型。対象のアルターを強制的に解除し、自分の口へと吸収して変質させる能力。吸収されている側はその間、全身に耐え難い激痛が走る。ただし、連戦して疲れたカズマのアルターを少ないと表現したり、吸収された対象も一時的に弱まるものの、能力は使うことが出来る。吸収したアルターの能力を使えるらしく、作中では結晶体から吸収した能力を使用している。かなみの能力に関しては形が無い＝アルターが吸収出来ないためか、イーリャン3＆4の絶対知覚を介して能力を得ている。他の吸収したアルターが使えるかは描写が無いため不明。
感知できる場所ならやや遠くても攻撃を仕掛けることが可能。その吸収量はかなりの物だが、カズマの意地によって引き出された向こう側の力を完全に吸収することは不可能だった。
サングラスがアルターの本体のように見える描写があるが詳細不明。
ホワイトトリック&ブラックジョーカー
融合装着型。無常が「向こう側」のアルター結晶体からコピーした能力。左腕がホワイトトリック、右腕がブラックジョーカーである。ただ触れるだけで電撃のようなものを走らせ、敵を攻撃できる。またドリル状に変形させての攻撃、「向こう側」の結晶体を形成し、かなみの能力を加えることにより自立稼働型のアルターとして操ることも可能である。
最終形態
「向こう側の世界」に突き飛ばされた後に、アブソープションでさらに向こう側の力を吸収し、人外とも呼べる巨大なアルター生命体と化して向こう側から舞い戻ってきた。
破壊力・貫通力の高い黒いビームを複数発射する能力を持つが、結局カズマには通じなかった。

アルターの要塞（無常矜侍 イーリャン3 イーリャン4）
無常が「向こう側」の力を手に入れ、市街のあらゆる建造物を分解、セントラルピラーを中心に再構築した要塞。中心にてイーリャン3、イーリャン4の絶対知覚によるシステム統制が行われ、かなみのアルターを利用したシステムもここに置かれている。とてつもなく広く、警備システムとしては様々な形状があるモノアイ型の自立稼働型アルターが散布されている。無常はこの要塞を自由に行き来できる。
しかし、基本的な構造はセントラルピラーを中心にしているために、複雑な構造だが元の動力部を破壊すれば中心部のイーリャン3、イーリャン4にダメージが還元されるなど酷く脆い構造になっている。

イーリャンナイト（イーリャン3 イーリャン4）
自立稼働型の大剣を持った戦闘用アルター。右側に眼がある群青色のガーディアンレフトがイーリャン3、左側に眼がある青緑色のガーディアンライトがイーリャン4。分かりづらいが左右非対称の姿である。アニメ作中では本体が操られているため精神力ダメージがなく何度も再生してカズマを苦しめていたが、システムダウンにより消失した。

ダース（ダース部隊）
ホーリーや本土によって精製及び洗脳されたアルター能力者達に与えられた量産型アルター能力。
大きな腕の形をした具現型アルタービッグハンド12を初めとした様々なタイプが存在し、中にはイーリャンの絶対知覚と連携をとり、互いの体を霧状にできる黒仮面のダース部隊もいる。
一体一体の戦闘力は低いが、数に物を言わせての集団攻撃を得意とする。本体が強制的に操作されているため、何度倒されても復活が可能。
基本形
単体はパネルと伸縮自在な腕、先端部分が変化可能なシンプルなアルター。他の同タイプのアルターを合体させると大型の本体が現れる（本編未登場）。
黒仮面のダースのアルター
能力者の一人が本体として、黒仮面のダース部隊の体を霧状に変える役割となる。射程距離はあまり長くなく、君島に近くにいる所を発見されて射撃された。
ビッグハンド12
ダースの腕型アルターを戦闘用に強化した、白い仮面のダースのアルター。合体して大型化することは今まで通り可能。大人数で操っているにもかかわらず無理が生じないのは、ダースが同じ精神を共有しているからとされる。
ダースボマー
爆撃機型の巨大アルター。
ダースインターセプター
翼竜型のアルター。
ダースポセイドン
上陸部隊を乗せられる空母型のアルター。洋上を浮かぶのではなく、海底を歩くほどにまで強大。
ダースキャノン
上陸部隊の尖兵となる四足生物型のアルター。一見アメンボや蜘蛛にも見える生物的な外見のアルターだが、戦闘機や砲台としての機能を持つ。
いずれも具現型にしてダースの合体能力を幅広く活用した物であり、その名残かダースのアルターが大型に合体した時の顔が現れている。

ブレード・ダンス（異納泰介）
自立稼働型。ランスロットのような白く兜が印象的なロボット風のアルターで、強力な斬撃能力を持つ。
戦闘能力は高く、劇中ではエタニティ・エイトを用いる橘を物ともせず一瞬で懐に入るほどの速度を誇り、今作では「向こう側」に到達したジグマールも異納の手により倒されている。

### その他のアルター
夢（ハート・トゥ・ハーツ）（由詫かなみ）
アクセス型。アルターの形成は確認されていない。
かなみが無意識下（夢の中）で使っていた能力。他人の深層心理にアクセスし、記憶、感情、考えと同調でき、また他者に情報を伝達することも可能となっている。他人の心が詠めるため、外見は人間だがアルターゆえに心がない常夏三姉妹を、初対面でアルターだと見抜くことも可能。この能力を利用した無常はクーガーの攻撃を全て避けることすら可能としていた。遠くの人間の感情を感知するなどの能力が主となっている。無常から解放された後には能力が完全に開花し、意識的にも使用できるようになっている（他人の心を自由自在に読んだり自分の意思を伝えたりできる）。能力の使用中は通常のアルター形成時と同様に虹色の発光をともなっている。
『オルタレイションQUAN』では、リボンが蝶のように形成され飛んでいく姿が確認された。『アフター』においては、他人の精神に害意を及ぼすアルター能力に対するジャミングという応用も見せている。

フレイム・シュピール17（ウェッジ・バーンズ）
具現型。ライターとガスコンロを組み合わせたような形状をしたアルター。パラボラ状の部分から広範囲に渡って火炎放射を行い、敵を焼き払う。

P・P（プログレッシブ・プロセッサー）（プーリー）
自立稼働型。大口に加えて大きな牙と、溶解液になっている唾液が大きな特徴。シェルブリットを装着したカズマを圧倒したが、橘とカズマの共同戦線に敗れる。声は松尾銀三が担当している。

ディレイ・オクトパス（ドレッド・レッド）
具現型。タコのようなアルターで、多数の触手を用い、相手を串刺しにする。触手からは墨のような黒い鞭が放出され、これで相手を縛り抑えることが出来る。

アターカ・チスキー（ムーチョ服部）
具現型。浮遊する万力のようなアルターで、相手を押しつぶす。またこれを空中で合体させて相手に攻撃することも可能である。

ビッグバーン（蛮葉晩）
融合装着型。腰から下が戦車のような形状をしており、キャタピラもついている。そして両肩に2発のミサイルが形成される。蛮の部下によると「超新生爆発アルター」。

ビッグボム（瓶美敏）
兄の蛮曰く「すべてを爆発させるアルター」。登場せず劉鳳に倒されたため、その全容は不明。

アルター結晶体
「向こう側の世界」にいるアルターの結晶体。黒い右腕と白い左腕を持ち、頭部から炎のような物を滾らせている。おそらく自立稼働型に分類される。真空弾のような物を放ったり、電流を放つことが出来る。10年前の共鳴現象によって向こう側から呼び出された際に強いアルター潜在能力者を求め市街に現れて暴走し、桂華を殺したため劉鳳のアルター「絶影」が覚醒した。
さらにはアルター能力を持つ動物が多い「アルターの森」の最奥部にて結晶化し、劉鳳の時と同様に強大な破壊をもたらした。そこに遭遇したカズマとの戦いで背骨を取られ、カズマのアルター「シェルブリット」も第二形態へと進化させた。その際に、ロストグラウンド全域のアルター使いに奇妙な感覚をもたらしている。
カズマと劉鳳の共鳴現象の時にかなみの能力を使い向こう側へと侵入した無常と遭遇し、吸収され多大な能力をもたらすといった、アルター能力というものにおける重要なキーパーソン。
発する声は、永島由子の音声を機械加工したものが用いられている。

## 設定

### 大隆起現象
ジグマールの談によれば、ロストグラウンドの大隆起現象はアルター使いによって引き起こされたもので、22年前にこれを起こした能力者は死亡。二度目はカズマと劉鳳の衝突によって引き起こされ、大地が再隆起。のちに一人でも「向こう側の世界」の力に干渉・制御できるようになり、大規模な隆起が起こることは無くなるも、最終話の対決から「向こう側の力」同士が衝突すると大地が隆起する様子が描かれている。
上記の設定に従うと、アルター使いは大隆起現象が発生する以前にも存在していたと推察される。漫画版においては、修行によってアルターを得たジグマール本人によってロストグラウンドが隆起したという設定になっている。『オルタレイション』においては、大隆起現象が発生する以前において確認できたアルター使いとしてジグマールの名が挙げられた。
また『オルタレイション QUAN』においては、大隆起現象がさらに大阪でも発生していた（『QUAN 外伝』によれば通称ナニワグラウンド）ことが発覚。後に世界中のあらゆる箇所で大隆起現象が起こり、その地域よりロストグラウンド同様にアルター使いが生まれ出るというという設定が加えられた。
小説版・設定の一部を担当した兵頭一歩によれば、空港のアナウンスに各務原市があるのは大隆起によって壊滅した首都の一部機能が岐阜に移動しているためという裏設定がある。

### 貨幣設定
ロストグラウンドにおいての貨幣は4種類が確認されている。青の紙幣が「500」で、緑の紙幣が「1000」、赤の紙幣が「5000」で、黄が「10000」と書かれている。ただし、カズマと君島の会話だけではいくらかが見抜けない（彼らの会話の1を「1000」と仮定すると、報酬の30は「3万」となりカズマが求めている2000は「200万」ということになり、その値段にはかなり開きがあることが分かる）。
なお、日本国内であるにもかかわらず独自の貨幣が発行されているのは、ロストグラウンドからのインナーやアルター能力者の流出を阻止するための政策。桐生家の力が、限定貨幣発行の実現に貢献したとされている。

### 年齢設定
作中では年齢設定は言及されていないが、設定資料集などで描かれている。しかし、5.1chDVDBOXのブックレットに明記されている年齢と、アニメブックのキャラクターの幼少時代の年齢との作中の時間差が食い違っている。
また、ジグマールの年齢が26歳で22年前の大隆起時にはすでに生まれていたにもかかわらずなぜアルターが使えるかは不明（オルタレイションでは大隆起前に確認されたと明言されている）。2002年のアニメージュ2月号付録冊子のスタッフインタビューでは「後天的な（アルター）能力というのは存在しません」と言われている。後述のスクライド・アフターではアルター能力により他者のアルター能力を開花させる力が出る。

### 能力設定
アルター能力は4つのタイプに大別されるとされるが、無常矜侍のアブソープションのような判定が難しいものや、絶影とNRハンマーのように自立稼働型と具現型の境界があやふやで、具現型の中に絶対知覚のようなアクセス型のような能力が混ざっているパターンもある。

### 資料による違い
『スクライド アニメブック』による説明と、『5.1ch-BOX ブックレット』による説明が違うパターンがある。例を上げると、各資料間ではマス・キム・岡本らのモブキャラクターの名前が違っていたり、インナーは劇中では荒野側で暮らす人間のはずが『5.1ch-BOX ブックレット』においては市街に住む住民を指し、この意味では「アウター」という新語が用いられており、資料にもかかわらずスタッフ間では細かい設定が定義されていない様子がうかがえる。

### タイトルの意味
この作品のタイトル『スクライド』（s.CRY.ed）の意味に関しては、未だに謎が多く解明されていない。英訳部分は文字を区分けにされている部分だけを見ると、そのまま直訳するとs部分は通常複数形などの意味に用いられて、CRYは「泣く」、edは過去形や過去分詞となる。
オルタレイションのスタッフインタビューによれば、特に意味はなく適当なコードネームで、叫んだ時に力強く感じる言葉だったという。最後に濁点をつけることで力強さを表したとのこと。
エマージー役の千葉一伸は、夜のサンライズアワーでは当初「スクラップ・ライド」の略称で主人公達が廃品を集めて乗る物だと予想した。
漫画版においては「進化の言葉」として使用され、唱えた者のアルターを強制的に進化させる効果があった。

## スタッフ
- 原作 - 矢立肇
- 監督 - 谷口悟朗
- 脚本 - 黒田洋介
- キャラクターデザイン - 平井久司
- ビジュアルコンセプター - 神宮司訓之
- デザインワークス - 森木靖泰、荒牧伸志、まさひろ山根
- 美術 - 鈴木朗
- 色彩設計 - 岩沢れい子
- 撮影監督 - 長谷川洋一、八木寛文
- 演出チーフ - 吉本毅
- 編集 - 布施由美子
- 音楽 - 中川幸太郎
- 音響監督 - 浦上靖夫
- 音響効果 - 庄司雅弘
- 音楽プロデューサー - 石川吉元
- 音楽制作/協力 - ビクターエンタテインメント、テレビ東京ミュージック
- プロデューサー - 東不可止、高城一典、河内山隆、宗岡幸男
- 製作 - テレビ東京、読売広告社、サンライズ

## 主題歌
オープニングはカズマver、劉鳳ver、カズマvs劉鳳verの3種に分かれており、それぞれ曲の題目も違う。話が進むにつれてOP映像も変化・解禁されていく仕様となっている。「Reckless fire」の3題目にあたるカズマvs劉鳳verにおいて、本来は字幕通りのくだりを井出は「リスクがマイナスならば」と歌ってしまった。なお、このミスはCDに収録された際に修正されている。
オープニングテーマ
「Reckless fire」（第1話 - 第25話）
作詞 - 酒井ミキオ / 作曲・編曲 - 鈴木Daichi秀行 / 歌 - 井出泰彰
「Drastic my soul」（第26話）
作詞・作曲・編曲・歌 - 酒井ミキオ

エンディングテーマ
「Drastic my soul」（第1話 - 第25話）
作詞・作曲・編曲・歌 - 酒井ミキオ
「旅立ちの鐘が鳴る」（第26話）
作詞・作曲・編曲・歌 - 酒井ミキオ

挿入歌
「All I need is love」（第14話・第17話）
作詞・作曲・編曲・歌 - 酒井ミキオ
「Magma」（第19話）
作詞 - 酒井ミキオ / 作曲 - 鈴木Daichi秀行 / 歌 - 井出秦彰
「Discovery」（第25話）
作詞・作曲・編曲・歌 - 酒井ミキオ

## 各話リスト
| 話数   | サブタイトル                     | 絵コンテ          | 演出             | 作画監督                                                  | 放送日        |
| ------ | -------------------------------- | ----------------- | ---------------- | --------------------------------------------------------- | ------------- |
| 第1話  | カズマ                           | 谷口悟朗          | 吉本毅           | 平井久司（キャラクター） まさひろ山根（メカ）             | 2001年 7月4日 |
| 第2話  | 劉鳳                             | 谷口悟朗          | 山田弘和         | 寺岡巌                                                    | 7月11日       |
| 第3話  | ホーリー                         | 渡辺純央          | いとがしんたろー | 植田洋一                                                  | 7月18日       |
| 第4話  | ビッグ・マグナム                 | 久城りおん        | 久城りおん       | 大貫健一（キャラクター） 伊藤浩二（メカ）                 | 7月25日       |
| 第5話  | 桐生水守                         | 黒木冬            | 高木茂樹         | 寺岡巌                                                    | 8月1日        |
| 第6話  | 絶影                             | 谷口悟朗          | 吉本毅           | 糸島雅彦（キャラクター） まさひろ山根（メカ）             | 8月8日        |
| 第7話  | 橘あすか                         | 北村真咲          | 山田弘和         | 植田洋一                                                  | 8月15日       |
| 第8話  | 最悪の脚本（マッド・スプリクト） | 高松信司          | いとがしんたろー | 小林理（キャラクター） 中田栄治（メカ）                   | 8月22日       |
| 第9話  | シェルブリット                   | やまざきかずお    | 久城りおん       | 寺岡巌                                                    | 8月29日       |
| 第10話 | スーパー ピンチ                  | 黒木冬            | 高木茂樹         | 大貫健一（キャラクター） 伊藤浩二（メカ）                 | 9月5日        |
| 第11話 | アルターズ                       | 吉本毅            | 吉本毅           | 平井久司                                                  | 9月12日       |
| 第12話 | 君島邦彦                         | 渡辺純央          | 山田弘和         | 植田洋一                                                  | 9月19日       |
| 第13話 | ロストグラウンド                 | 日高政光          | 加藤洋人         | 寺岡巌                                                    | 9月26日       |
| 第14話 | 無常矜侍                         | 北村真咲 谷口悟朗 | 久城りおん       | 小林理（キャラクター） 中田栄治（メカ）                   | 10月3日       |
| 第15話 | はぐれ者                         | 黒木冬            | 西村大樹         | 大貫健一（キャラクター） 伊藤浩二（メカ）                 | 10月10日      |
| 第16話 | 来夏月 爽                        | 吉本毅            | 吉本毅           | 平井久司（キャラクター） まさひろ山根（メカ）             | 10月17日      |
| 第17話 | 寺田あやせ                       | 日高政光          | 吉村章           | 寺岡巌                                                    | 10月24日      |
| 第18話 | ストレイト・クーガー             | 谷口悟朗          | 加藤洋人         | しんぼたくろう（キャラクター） 橋本誠一（メカ）           | 10月31日      |
| 第19話 | 常夏3姉妹                        | 望月智充          | 三好正人         | 植田洋一                                                  | 11月7日       |
| 第20話 | 由詑かなみ                       | 黒木冬            | 喜多幡徹         | 大貫健一（キャラクター） 伊藤浩二（メカ）                 | 11月14日      |
| 第21話 | ホーリーアイ                     | 吉本毅            | 吉本毅           | 寺岡巌                                                    | 11月21日      |
| 第22話 | マーティン・ジグマール           | 北村真咲 吉永尚之 | 吉村章           | 木村貴宏（キャラクター） 中谷誠一（メカ）                 | 11月28日      |
| 第23話 | シェリス・アジャーニ             | 久城りおん        | 久城りおん       | 植田洋一                                                  | 12月5日       |
| 第24話 | 拳                               | 加瀬充子 日高政光 | 加藤洋人         | しんぼたくろう（キャラクター） 中田栄治・橋本誠一（メカ） | 12月12日      |
| 第25話 | ネイティブ                       | 黒木冬            | 喜多幡徹         | 寺岡巌                                                    | 12月19日      |
| 第26話 | 夢                               | 谷口悟朗          | 吉本毅           | 平井久司（キャラクター） まさひろ山根（メカ）             | 12月26日      |

## WEBラジオ
ラジオ スクライドin ロストグラウンド
BEAT☆Net Radio!にて2008年4月16日からスタート、全4回。パーソナリティは、津久井教生（ストレイト・クーガー）と倉田雅世（シェリス・アジャーニ）の二人。第1回・第2回目のゲストは、緑川光（劉鳳）。第3回・第4回目のゲストは、保志総一朗（カズマ）。

## ゲーム
SUNRISE WORLD WAR Fromサンライズ英雄譚
2003年9月25日に発売されたPlayStation 2用ソフト。サンライズのアニメ作品が共演するクロスオーバー作品。
ヒーローズファンタジア
2012年1月19日に発売されたPlayStation Portable用ソフト。アニメ作品が共演するクロスオーバー作品。
スーパーロボット大戦X-Ω
iOS / Android用アプリゲーム。複数のロボットアニメが共演するクロスオーバー作品。
2019年9月、2020年6月に期間限定で本作のキャラクターが登場。

## ドラマCD
- 2001年12月27日：サウンドエディション1（TV版3.4話）「佐伯リューコ」、サウンドエディション2（TV版3.7話）「ホーリーズ・プレイ」が発売。
- 2012年3月7日：スクライドオルタレイションSound Edition 2012が発売。本編とは異なりパラレルワールドの世界観となっている。
- 2022年1月27日：『スクライド』設定資料集の特典としてドラマCD（TV版8.5話）「最悪の脚本（マッド・スプリクト） 第二稿：決定稿」が発売。

## 小説
著者は兵頭一歩。イラストは平井久司。電撃文庫より刊行された。担当編集者は三木一馬。
「アフター」は全3巻の3部構成であったが、最終巻が発表されていないため未完であった。約9年の時間を経て、2012年3月に完全版をホビージャパンから発売されることが告知された。
- スクライド 新しき盟約（ニューオーダー）：2002年5月 ISBN 4-8402-2097-2（アニメ版のサイドストーリー）
- スクライド・アフター：2002年11月 ISBN 4-8402-2215-0（本編終了後）
- スクライド・アフター2：2003年5月 ISBN 4-8402-2320-3
- スクライド・アフター 完全版：2012年3月10日発売 ISBN 978-4-7986-0326-1

### 新しき盟約（ニューオーダー）
TV版24話と25話の間のサイドストーリー。ロストグラウンドの悪魔（カズマと劉鳳）の暴れる最中で本土側は天方呉羽が率いる「ロストグラウンド制圧部隊」を送り込む。

#### 登場人物（ニューオーダー）
天方 呉羽（あまがた くれは）
ロストグラウンド制圧部隊の陣頭指揮を執る茶髪で白衣の女性。性格は冷酷無情そのものでエリート意識も強い。水守とは学生時代の同僚でもある。
実は彼女も初期ロットの1名で、他の3人のようなカプセル生活ではなく、人間らしい生活をしていた。そのため他の3人の初期ロットを激しく嫌う。また初期ロットゆえに思考に著しい偏りがあり、欲望に忠実。だがその意味を見失うとリュミエールのように混乱し、放心状態になってしまう。最終的にはリュミエールと分かりあったが、自らの手で暴走させたイアンの手によってアルターの結晶となってしまう。

リュミエール
初期ロットと呼ばれるアルター能力者の一人。痩身で長い銀髪を持つ。本土からの脱出を企て制圧部隊の派遣時にロストグラウンドへ逃げるものの、呉羽に楼蘭を人質に取られたあげく初期ロットゆえに単純なロジックで思考が混乱し、特殊な機械をつけられて制御されカズマの敵となった。最終的に制御は解け「仲間を助ける」という自らの意思を見い出すほどに成長。しかし暴走したイアンのアルターの結晶の1つとなってしまった。

楼蘭（ろうらん）
初期ロットの一人。物静かな黒髪の少女で、ダースの仮面をつけている。

イアン
初期ロットの一人。2メートル以上の長身で、温和な性格。この作品のキーパーソンとなる。

#### 用語・アルター
初期ロット
ダースの試作品。実験に制限などは設けられておらず、アルター能力としてはカズマや劉鳳と同等の強さを誇るが、精製や過剰な薬物投与による副作用で脳が脆くなる。この副作用は、ダースの人格操作にも応用された。

赤方偏移（せきほうへんい）
リュミエールのアルター。融合装着型。銀色の鱗のような物が目に付着し、全身に融合装着する。重力と、それにともなう光を操る力を持つ。

フォーチュンテラー
楼蘭のアルター。具現型。円盤のような形をした物が現れる。イーリャンの絶対知覚と同じような要領で、未来に起こることを知覚する能力がある。

ニューオーダー
イアンのアルター。融合装着型。ステンドグラスのような結晶を身にまとう。呉羽が投与した多くの薬によってさらに成長し、化け物と呼べるほど巨大化した。

呉羽のアルター
正式名称は不明。弓型のアルターで、矢が命中した対象を消失させる能力を持つ。能力の所以は、初期ロットとして一切の「消去」を暗示として刷りこまれているため。

### スクライド アフター
TV版最終話のカズマと劉鳳との決闘の後の物語。カズマの目の前に突然現れた少年ユウは彼を「カズヤ」と呼び、速度が緩んだとして殺しにかかる。

#### 登場人物（アフター）
ユウ
『アフター』における主人公の一人。ネイティブアルターの少年。「墓守の街」の住人。速さにこだわる謎の男（クーガー）にアルターの使い方を教わり、急激に成長していく。
街を去ったクーガーの遺言通りカズマを殺すために襲い掛かったが、返り討ちにあい食糧目的で自身の街へと連れて行かれることになる。その後、アントワープ達との死闘を経て、街を出てカズマと共にホーリー隊員を片っ端から潰していたが、カズマに見捨てられ一人になったところで劉鳳と出会い戦い敗北。温情をかけられたが対立することを選び、WHO査察団の人間達と戦う。
一人で生きていく中で寿という友人を得て、寿の住む街で過ごすことになった。

雨（あめ）
ユウの幼馴染の少女。かなみに似た面影を持ち、祖父やユウと共に暮らしている。墓守の町にあるアルターの泉からのアルター粒子噴出を防ぐために、常時アルターを発動させている。

アントワープ
第二次ホーリーを立ち上げたリーダー格で、アルター能力を有した美少女。
子供のころから英雄というものに憧れを抱いており、10歳の頃に母の再婚相手にしてロストグラウンド懐柔派である政治家の義父を英雄視し、肉体関係を持ったことがある。だが義父はほどなくして失脚し、母に関係が露見して隔離されることとなった。
その後に画面越しでホーリー隊員であった劉鳳と出会い、盲目的に崇拝しホーリーへと参加。劉鳳を隊長として迎えて以降は、彼の英雄譚・ホーリーという物語に固執し美譚を自ら創造しようとしている。

贖山 サイロウ（あがやま サイロウ）
WHOの執行理事で、国連がロストグラウンドに派遣した査察団の代表。元ネイティブアルターで、金髪に染め上げている。23歳。
スゥや仲間に対して温和な面も見せるが、『実験』こそが自身の生きる証として、あらゆる物事や生死すらをも実験として例える冷徹な面を持つ。そのため、作中では人工的で無機質のようなその瞳を指す錆びついた目（ラスティビュー）という言葉がサイロウの表情表現に多く用いられている。
WHO憲章第一条に則り、全ての人類がアルター能力を利用できる環境を整えようとしている。

スゥ
サイロウと行動を共にする少女。一人称はボク。サイロウ一行を監視する本土側の案内役であるが、一行とは親しくしている。
実はイーリャンの精製と平行して行われた『マーティ計画』の4番目の実験体。感情が乏しく言葉数も少なかったが、サイロウと出会い心を開き、2週間という短い時間で徐々に人間らしさを獲得した。

クロイツェル
サイロウが率いる査察団の一人。サイロウの右腕で、チームのリーダー格。目も鼻も髪も尖っており、神経質な性格。
東欧の内戦国出身で、フロイと共に過激派の地下組織にてサイロウと出会いアルターを植え付けられ仲間となった。

フロイ
サイロウが率いる査察団の一人。査察団の切り込み・特攻役。赤毛の仏頂面で、無口な男。
クロイツェルと同じ地下組織に所属しており、共にサイロウのアルター能力により才能を開花したため仲間となった。

篝（かがり）
サイロウが率いる査察団の一人。査察団の偵察役。常にニヤついた顔をしている糸目の男。格闘能力もそれなりにある。
サイロウに出会う以前はニューヨークに住んでいた日系の浮浪者であったが、アルター能力を開花させたため他の者同様に引き取られ、WHO職員としての立場を得る。

キッドA（キッド・エー）
サイロウが率いる査察団の一人。査察団の実行役。ニット帽子を被っている少年で、背丈はスゥと同じぐらい低く、夢遊病者のような振る舞いをしている。
ヨーロッパのとある国で少年娼婦をしており、自身の弱さというものに強いコンプレックスを抱いていた。

遍（あまね）
橘あすかとキャミィの間に生まれた娘。『世界に遍く心を持ってほしい』という願いから名づけられた。

ジンネ
WHO軍ロストグラウンド介入部隊の指揮官。東洋人の中世的な男性で、宇宙人のような出で立ち。年齢は20代。
購山サイロウを師と仰いでおり、能力開発機関の日本支部でアルター能力『S3』を開花させた。ロストグラウンドの悪魔を倒し、世界に認められたロストグラウンドの王になろうと画策していた。

寿（ことぶき）
丸坊主の少年。貨物トラックを襲うもピンチとなっていたユウを助け、彼の友人となった。

#### アルター能力（アフター）
全身凶器（フルアームズ）
ユウのアルター。融合装着型。赤褐色をしていて、体の各部分に融合装着する。タイプはカズマのシェルブリットの簡易版に近い。クーガーの教えによってだんだん上手に発現していくようになった。

嘆きの鍵（キーオブペイン）
雨のアルター。具現型。相手のアルターを抑え込む力を持つ。普段は能力を使ってアルターの泉を抑え込んでいる。

メモリア
アントワープのアルター。人の精神に介入する、アクセス型に近い具現型。人間の「記憶」を覗き、それを形として具現化する力がある。そのため他者のアルターを具現化、使用することも可能（作中でも常夏三姉妹、エタニティ・エイト、ラディカル・グッドスピード脚部限定、シェルブリット最終形態、アブソープションと言った他者のアルターを使用）。だが完全な具現化は出来ないため、部分的にリメイクを施している。
絶影f(フェイク)
「メモリア」によって仲間のホーリー隊員の精神力を利用して生成される、絶影の第一形態の劣化コピー。複数体作ることができ、即効的に作れるが消えるのも早く、仲間の精神力が弱まるとアルターも薄まる。
絶影fm(フィーメール)
「メモリア」によって生成された絶影fの第二形態にして、真・絶影の劣化コピー。アントワープの切り札であり、自身のピンチの際に使用した。

革命（かくめい）
サイロウのアルター。無常やかなみらと同じくアルターの形成は確認されてはいないが、能力的に具現型にカテゴライズされる。
元は細胞を変化させ錆びつかせる能力だったが、精製によって他者にアルター能力を与える力となった。ただし万人に使えるわけではなく、力を渇望している人間に発現しやすい。
クロイツェル、フロイ、篝、キッドA、水守のアルターは全てこのアルター能力によって再現した物だが、その力にも寿命があり、行使を続けていると突然アルターが錆びついたように崩れ、自身も命を落とす結果が待ち構えている仮初の能力である。

dis-（ディス）
スゥのアルター。アクセス型。絶対知覚の知覚妨害よろしく、アルターに関する感覚をジャミングする力を有する。目標をピンポイントに絞り込めば五感を奪うことさえ可能で、広範囲となってもカズマや劉鳳に見つからないといった強力な能力。

合唱（シャンテ）
クロイツェルのアルター。アクセス型。人の彫刻をしたようなアルターが形成され、歌声を聞いた者の思考を同調・統一して操る力がある。ただし、アルター使いには効かない。

皇帝（カイザー）
フロイのアルター。自立稼働型。肥大化した上半身に、先細りのシルエットという地獄の鬼のような像。硬い装甲や二枚の刃などを武装しており、目から光線を放つことが出来る。

月光（ルールー）
篝のアルター。具現型。影の中の空間に潜り自在に移動する能力。複数人同時に移動することが可能。

悲愴（ピエタ）
キッドAのアルター。具現型。気温を下げ、吹雪を生み出す。分解された粒子は虹色ではなく雪のような純白となり、赤ん坊を抱く女性の姿が自身の体に刻まれる。

過大聴覚（ブロードバンド）
ホーリー隊員の一人が持つアルター。具現型。遠い場所の話を聴く能力。

水守のアルター
サイロウの能力によって一時的に開花した水守のアルター。具現型。黄金色の甲殻の形をしており、所々に劉鳳のペンダントのような十字の彫刻が彫られている。中にいる人間を外部の攻撃から守る。

S3
ジンネのアルター。自立稼働型。外形は100m超の巨大な瓦礫の集合体で、中心部に少女の造形が施されている。その様は巨大な前衛彫刻のような出で立ちで、“破壊”に関するあらゆる能力を発現できる。
最終形態のカズマを苦戦させるも引き分けに終わり、本体と思われる少女像部分はロストグラウンドのどこかに行き着く。ジンネはそれを回収するために、ロストグラウンドに足を踏み込む。
嘘つき男（ブラフマン）
ジンネの真のアルター。アクセス型。他人に嘘を信じ込ませる能力。アルター根源種に侵略され、自身に向けてS3というアルター使いという嘘を信じ込まされ本土側に溶け込むために利用された。

アルター根源種
S3の少女像の正体。ロストグラウンドそのものがこの根源種によるアルター能力で、強きアルター使いを求めずっと監視し続けていた。人間がアルター能力を持つ人間を淘汰しようとしていたのを見て、再びロストグラウンドに姿を現し再隆起現象を起こした。カズマの最終決戦の相手となる。

#### 用語
墓守の街
ユウや雨の住む街。元は治水施設があった場所で、そのため巨大な空間が残されている。数ある廃墟の中でもかなり大きい。
地下にはアルターの泉というものがあり、泉の力を取り込むことで自身のアルターを強化させることができるという。普段は雨のアルター能力によって抑えられており、街の住人はネイティブアルターによる泉の悪用を防止するための警備も行っている。

第二次ホーリー
部隊が崩壊し、ジグマール隊長が死に解散するまでが第一次ホーリー、後にアントワープが掲げ、劉鳳の隊長就任によって出来上がったものが第二次ホーリーと呼ばれている。規模は1000人近くで、本部は設けずキャンプとして各地を移動している。ホーリーは隊というものではなく旗印としてしか機能しておらず、理念だけが生きている状態となっている。

再復興地区
橘あすかの企業を中心とした旧市街を元に復興している地区。900人ぐらいの規模で、貨幣価値が無くなっているため経済は物々交換という形で成り立っている。

WHO軍
国連安保理とWHOによる共同組織。サイロウの死により、ロストグラウンドに武力介入を始めた。

## スクライド オルタレイション
『スクライド オルタレイション』（s.CRY.ed ALTERATION）は、「スクライド10周年プロジェクト」として、TVシリーズを新作パート、全編新アフレコ、デジタル・リマスターにより新たに再構成したスペシャルエディション。前編『TAO』（タオ）が2011年11月19日に、後編『QUAN』（クアン）は2012年3月10日にイベント上映の形で公開された。Blu-rayおよびDVDはTAOが2012年2月24日に発売。QUANが2012年7月27日発売。

### スタッフ
- 監督 - 谷口悟朗
- 脚本 - 黒田洋介
- キャラクターデザイン - 平井久司
- 撮影 - 葛山剛士、濱雄紀
- ビジュアルコンセプター - 神宮司訓之
- 美術 - 鈴木朗
- 音楽 - 中川幸太郎
- 音響監督 - 浦上靖夫
- 色彩設計/色指定  - 岩沢れい子
- ナレーション - 大原さやか
- 制作 - サンライズ
- 製作 - バンダイビジュアル、サンライズ
- 配給 - クロックワークス

### 主題歌
エンディングテーマ
「Reckless fire 2011」（TAO）
作詞 - 酒井ミキオ / 作曲・編曲 - 鈴木Daichi秀行 / 歌 - 井出泰彰
TV版では1 - 3番の歌詞があったが、本作では1番に加え新たに制作された4番の歌詞が歌唱されている。
「SPIRITS」（QUAN）
作詞 - 酒井ミキオ・谷口悟朗 / 作曲 - 酒井ミキオ / 編曲 - 鈴木Daichi秀行 / 歌 - 酒井ミキオ

挿入歌
「All I need is love」（TAO、QUAN）
作詞・作曲・編曲・歌 - 酒井ミキオ
「Magma」（QUAN）
作詞 - 酒井ミキオ / 作曲・編曲 - 鈴木Daichi秀行 / 歌 - 井出泰彰

### TV版との変更点
- 漫画版のホーリー隊員（幽鬼霊、スーパーホーリー）や『無限のリヴァイアス』のキャラ（和泉こずえ→キルシェ・イズミ）をオマージュしたものがHOLY隊員として本作に1カット登場している。
- 3話の君島の救出劇がカットされ、カズマが単独で市街から脱出したことになっている。
- カズマとクーガーの邂逅の追加。『サウンドエディション』とは路線は変わらないが、内容は変更されている。
- カズマと橘あすかの対決が2度から1度に変更されている。5話の戦いから7話の幕へと移動しており、オーディオコメンタリーでは「（不自然になるのは承知だが）尺の都合でカットせざるを得なかった」と述べられている。
  - 上記の修正のため、真・絶影の初解放戦の結末がカズマを取り逃がしたことになっている。同様に、雲慶の出番（TV版8話）は全てカット。ネイティブアルターの救出劇も省略されている。
- 新キャラクターとして、無常の側近「異納 泰介」が加えられている。
- TV版では「向こう側」へと完全には至れなかったジグマールとクーガーだが、オルタレイションでは二人とも「向こう側の世界」へと到達したことになっている。
  - 上記の修正のため、ジグマールの精製によるアルター使用の際の老化現象、クーガーが精製され余命幾許もないといったシーンはカットされている。
- TV版13話のクライマックスはシェルブリット第二形態の発動による地殻変動だが、オルタレイションではこれを延長しカズマと劉鳳の激突による再隆起現象となっている。
- 再隆起後のカズマとかなみの状況が変わっており、かなみは強制労働ではなく自らホールドの町の復興に協力しており、カズマは至る所を転々としており酒びたりの荒んだ生活をしていた。
- 劉鳳とジグマールの戦いがカットされたため劉鳳の最終形態の発動のタイミングがアルター結晶体との決戦時になっている。
- カズマと劉鳳の最終決戦後、アニメ版では別れていたカズマとかなみが別れておらず、数年後も一緒に暮らしていると思われる描写がある。
- 劉鳳が数年後に再結成したHOLYを率いて、ロストグラウンドを始め世界中の大隆起地域の秩序を守っている。また、カズマが助けに来ていたことからアニメと違い完全にカズマと和解している。

## BD・DVD他関連商品
- 2008年1月 - 1年間限定生産で8枚構成の5.1ch DVD-BOXが発売。通常のDVD版との違いは主に劇中に使用される音楽の変更、一部セリフの変更、声にエコーの取り付け、予告の音楽の若干の変更など音に関係する物が変更されている。また、このBOXには今までのOP・EDのノンテロップ版も収録。
  - 2009年11月 - 『無限のリヴァイアス』と同時にEMOTION the Bestという低価格DVD-BOXになって発売。5.1ch仕様で前述の限定ボックスと違う個所はファンディスク・ブックレットが同梱されていない点のみ。
- 2009年7月 - カードゲーム「サンライズクルセイド」の第8弾へ参戦。
- 2011年1月 - S.H.Figuartsより、「カズマ（第一形態）」（台座の台詞シールは複数種の中からランダム封入）が一般販売。以降すべてプレミアムバンダイ限定販売で、「ストレイト・クーガー」（脚部はアルター発現時のみ）、「カズマ（第二形態）」、「劉鳳＆絶影」、「カズマ（最終形態）」、「劉鳳（最終形態）」のフィギュアの制作・販売が行われた。
- 2011年10月 - スクライドのBlu-ray BOXが発売。DVD-BOXの5.1ch音声に加え、従来のTV版音声も収録。『スクライド オルタレイション』のPVが収録されており、先述のサンライズクルセイドのPRカードも付属している。

## その他
- 予告ナレーションを担当したのは若本規夫。漫画版のドラマCDにおいては、羽衣先生役を演じている。
- スクライドのファン層は当タイトルを名詞化したスクライダーと呼称される。インターネット上では本編放映当時から使用されていることが確認されており、「オルタレイション TAO」放映時のトークショーなど公式的な場でも利用されている。
- 2008年12月に発売した、「コードギアス 反逆のルルーシュR2 Sound Episode6」にてジノ役の保志と星刻役の緑川、酒井ミキオによる作詞・作曲のキャラクターソング「Reason」が発表された。「コードギアス」シリーズの制作はサンライズ、監督も同作品の谷口悟朗によるもので、当時としては約7年ぶりのスクライドの主要メンバーが集合したことになる。作中でジノと星刻は少し戦闘をした程度の関わりしかなく、本編中であまり関れなかったという意見をもとに「歌いながらも闘う」という歌に仕上がっている。その一方で、保志はスクライドを意識したコーラスでこの曲を歌っていたことを暴露した[3]。
- 2011年7月4日に、新宿ロフトプラスワンにて放送開始日10周年を祝したイベントが行われた。その模様はUstreamでも放映された。同イベントではBlu-rayBOX発売の告知や、兵頭によるアフター3の完結意志の表明などが行われた。
- 2012年3月28日に発売された酒井ミキオのアルバム「my souls」に収録されている描き下ろし曲の一つ『so what!?』は、オルタレイション QUAN主題歌『SPIRITS』を作る流れの中で出来あがった曲であり、実質的なスクライドのイメージソング。当人は、スクライドの楽曲の基本が詰まった曲であると語っている[4]。
- 2015年10月に放映されたアニメ「落第騎士の英雄譚」において、原作者である海空りくがスクライドのファンであったため、本アニメの音楽を担当していた中川幸太郎と酒井ミキオが抜擢された[5]。
- 20周年にあたる2021年においては、保志と緑川を招いたトークショーや人気投票、ゲーマーズ本店で公式描き下ろしイラストを使用した新商品の販売などの企画が行われ、2022年1月に発売された設定資料集にはTV版の8.5話にあたる新作ドラマCDが収録された。